# 生徒会役員共
『生徒会役員共』（せいとかいやくいんども）は、氏家ト全による日本の少年漫画。『マガジンSPECIAL』（講談社）において2007年6月号から2008年7月号まで連載された後、『週刊少年マガジン』（講談社）に移籍し、2008年34号から2021年51号まで連載された。2021年11月時点で単行本の累計発行部数は475万部を突破している。

## 概要
男子生徒28人、女子生徒524人という桜才学園の生徒会を舞台に繰り広げられる、8割下ネタの4コマギャグ漫画。『週刊少年マガジン』への移籍に際して話数のカウントはリセットされており、また設定も一部変更されている。
天草シノや七条アリアをはじめとする登場人物のエロボケに、津田タカトシや萩村スズがツッコミを入れるのが基本構図である。物語の季節は現実とシンクロしており、第32話で全キャラクターが進級・進学を果たしたが、それ以降は春を迎えても登場人物の学年に変化はない。また、作者の前々作『女子大生家庭教師濱中アイ』や前作『アイドルのあかほん』とも繋がりがある。
『週刊少年マガジン』2010年22・23合併号にてテレビアニメ化が発表され、2010年7月から10月まで放送された。2011年からはOVAが発売されている。2013年10月、TVアニメ2期が正式決定、2014年1月から3月まで放送され、その後は第2期のOVAが制作、発売されている。また2016年12月14日発売の『週刊少年マガジン』にて劇場映画化が発表され、2017年7月21日に公開された。また、2021年1月1日には劇場版第2弾が全国"発射"される。

## あらすじ
少子化の影響で女子校から共学校となった私立高校・桜才学園。男子新入生の津田タカトシは、なぜか生徒会長・天草シノによって強制的に生徒会副会長に任命されるが、桜才学園の生徒会のメンバーは癖だらけであった。
さらには、生徒会顧問にして年下好きの英語教師横島ナルコ、スクープのためならヤラセ上等の新聞部部長畑ランコ、規則に厳格ながら男性恐怖症の風紀委員長五十嵐カエデなど、個性的すぎるメンツに囲まれて、決して退屈することのない学生生活を送ることとなった。
加えて、翌年には思春期真っ盛りの妹津田コトミも入学し、平凡ながら気苦労の絶えない毎日を送ることになった。

## 登場人物

### 生徒会関係者
津田 タカトシ（つだ タカトシ）
声 - 浅沼晋太郎、小林ゆう（幼少時）
本作の主人公。現在の桜才学園生徒会副会長。生徒会長の右腕としてシノを補佐している。自他ともに認める本作のツッコミ担当。登場人物の中では希少な常識人で、周囲の人物が次々に繰り出すエロボケに対して的確にツッコミを入れている。ただし、あまりにひどいボケに対しては時折ツッコミを放棄したり、スズとツッコミ役を押しつけ合ったり、ツッコミをせずにエロボケに同意することもある。普段は穏やかで礼儀正しく、シノなど年上の者に対しては基本的に丁寧語で話すが、ツッコミの時には語気や言葉遣いが荒くなることがある。顔はそこそこ整っていて背も高い方であり、女子から隠れた人気を得ているらしい。
高校受験では桜才学園と英稜高校に合格していたが、「家から近い」、｢（英稜高校への通学路にある）坂道は骨が折れる｣という理由から桜才学園に進学した。2年生進級後は妹のコトミが桜才学園に入学してきたため、一緒に登校している。部活動には所属していないものの、小学校では野球、中学校ではサッカーを経験しており、体力には自信があるらしい。
桜才に進学した理由にも見られるように面倒くさがり屋でズボラな一面があり、時折生徒会の仕事に遅刻することがある。ただし、それを除けば仕事ぶりは真面目。学業成績は他の役員と比べると平凡で、定期考査の点数が振るわず補習になったこともある。本人も、生徒会役員の中で自分だけが凡人であると認識している。しかし実は隠れた文才があったらしく、校内新聞に彼のエッセイが掲載された際、エッセイを読んだ生徒が感動で涙を流した。
時々童貞ネタや自家発電ネタで周囲からいじられることがあり、右利きであることから右手にまつわるネタも多い。これらについては、ツッコミを入れつつもタカトシ自身否定しきれていない。また、実はライトなM体質らしい。
シノをはじめ複数の女子から好意を寄せられている節があるものの、天然で鈍いところがあり、その鈍さゆえに好意に気づかずズレた対応をしてフラグを折ることがしばしばある。ただし女性に興味がないというわけではなく、それなりに異性を意識してはいる。好みの女性は「笑顔の素敵なコ」。
天草 シノ（あまくさ シノ）
声 - 日笠陽子
本作のヒロイン。現在の桜才学園生徒会長で、津田タカトシを生徒会に引き込んだ張本人である。黒髪ストレートのロングヘアで、一部が左右に跳ねており、それがないと身体のバランスが上手く取れないらしい。
容姿端麗で成績優秀、運動もでき、家事も得意という完璧超人だが、しばしばハードなエロボケをかますのが難点。時たまノーパンで学校に来ることがある。
基本的には大人びた性格で、話し方もさばさばした男性的な口調。しかし、楽しみなイベントの前日の晩は興奮のあまり眠れなくなるなどという子供っぽい一面もある。生徒会長としてはしっかり者で面倒見が良く、生徒たちから私的な悩み相談を受けてはアドバイスを行ったりもしている。『桜才新聞』の紙面調査では支持率98%を獲得するなど、生徒からの人望は厚い。校内での人気も高く、主に女子でできたファンクラブも存在する。その人気から、生徒会が設置した目安箱にタカトシに対して脅迫同然の投書が入れられたこともあるが、シノ自身は女子から好意を寄せられることに複雑な気持ちを抱いている。
作中、タカトシが他の女子生徒に気を取られているのをたしなめたり、アリアや魚見などがタカトシと親密な雰囲気になると不機嫌になったりするなど、タカトシに対する好意をにおわせる描写が時折見られる。特に、魚見がタカトシと親戚関係になって以来、何かとタカトシに接近するため気が気でないらしく、津田家で料理対決するなど事あるごとに魚見と張り合っている。日頃からタカトシを相手にエロボケをかましているものの実際の恋愛については奥手なようで、タカトシと間接キスしたことに気付いた時にはひどく取り乱している。なお、スズが少なからずタカトシに好意を持っていることも把握している様子。
彼女の小学校時代を描いた番外編『児童会役員共』（単行本3巻収録）では児童会の会長を務めていた。当時からエロボケをかましており、また年下が好きであることにも言及している。
七条 アリア（しちじょう アリア）
声 - 佐藤聡美
桜才学園生徒会書記。裕福な実家に生まれたお嬢様。学業成績は優秀で、稽古事も多数こなしている。加えて茶髪のロングヘアを持つ美人かつ巨乳でプロポーションも良い。身長も比較的高く、シノよりも上。しかしシノ以上にハードな下ネタが好きで、しばしばSMネタやアダルトグッズネタなどの“重いジョーク”を飛ばす。そのせいか基本的にはボケ役で、ツッコミを入れることはめったにない。性格は明るく温和な「おっとりお姉さんタイプ」であり、人当たりもいい。
実家がお金持ちのお嬢様であるが故、学校の階段やドアの前で立ち止まる（エスカレーター・自動ドアでないことにしばらく気づかない）、カップ麺を「滅多に食べられないご馳走」と称するなど、天然ボケな性格も相まって世間の感覚と著しくズレた言動をすることも多い。
アリア自身は恋愛経験もなく処女であると公言しているが、一方でアナルフェチ、露出癖といった特殊性癖の持ち主でもある。ノーパンでいることも多い。
父がM、母が女王様の節（後述）があり、借り物競争で「ペットにしたい動物」にタカトシを指名したり、犬の真似をさせたり、タカトシを踏むことを企んでいたりなど、アリア自身も女王様気質であることを窺わせる言動がある。
影響を受けた本は裸の王様。アニメ版ではSM雑誌を読む描写が見られ、しかもそれを魚見に貸している。ただ、普通の恋愛小説も読むらしく、畑が学園新聞用の恋愛小説の原稿が進まず悩んでいた時にきわめてオーソドックスなアドバイスをしている。
長らくタカトシに対して明確な恋愛感情を見せたことはなかったが、畑原作のボイスドラマでタカトシから告白される役どころを担った際には本気で照れており、それをきっかけにタカトシに対する恋愛感情を窺わせる言動が増えている。
萩村 スズ（はぎむら スズ）
声 - 矢作紗友里
桜才学園生徒会会計。金髪ツインテールと140cm未満の低身長が特徴。そのため、登場しているはずなのに漫画のコマの中やアニメのフレーム内に姿が入らないこともしばしばで、その場合は補足として「↓この辺にスズ」、「スズヘッド」などと表記される。1年生の時はタカトシとは別のクラスだったが、2年生からはクラスメイトとなった。
IQ180の天才で、博覧強記にして学業成績はきわめて優秀。また帰国子女で、過去に少なくともイタリアに住んでいたことが判明しており、日本語の他に英語・イタリア語・スペイン語・フランス語を話せる。その体格とは裏腹にスポーツも得意で、普段から身体を鍛えるためつま先立ちで歩いている。
外見から往々にして子供扱いされてしまい、初対面の人間からは、しばしば小学生や飛び級で入学した子供と勘違いされてしまう。このため低身長であることに大きなコンプレックスを抱いており、その反動で普段はタカトシに対してやや尊大な態度を取っている。体質も子供っぽく、夜9時になると眠くなってしまう上に、昼寝をしないと身体が持たない。なお、シノほどはっきりと表には出さないものの、貧乳を若干気にしている。
作中ではタカトシと並ぶ常識人であり、第二のツッコミ役。もともとシノやアリアがエロボケをかますこと自体には慣れていたが、タカトシほど的確なツッコミはできない。なお、他人から低身長ネタや見た目年齢ネタでいじられた際は、ツッコミを通り越してマジギレすることが多い。
当初「男は不衛生で汗臭い」という偏見を持ち、タカトシの生徒会入りも賛同しなかったものの、次第にタカトシに対して好意を寄せているかのような描写が見られるようになる。
横島 ナルコ（よこしま ナルコ）
声 - 小林ゆう
英語科の女性教師で、桜才学園生徒会顧問。年齢はタカトシたちが進級した後の作中で26歳。初登場時にシノ、アリア、スズから生徒会顧問であることを忘れられていたくらい無能であり、その後も生徒会のメンバーからは基本的に「ダメな大人」と認識されている。また、学園長からも信用されていない描写がある。
桜才学園のOGであり、高校時代は演劇部に所属していた。学園物ドラマへの憧れとエロ妄想が得意という適性から教師になったらしい。生徒から信頼されるよりも蔑まれることで刺激や興奮を求めようとする傾向が見られるなど、Mの素質がある模様。なお、体調を崩すと性欲がなくなり、きわめて常識的な人間になる。基本的にはボケで、ごくまれにツッコミをすることがあるが、結局は自身の日頃の言動に跳ね返ってきてボケになってしまうことがほとんど。
既婚の妹と小学1年の甥がおり、ナルコは甥の掛け算指導（1の段）で下ネタをかまして妹に張り倒されたことがある。

### 桜才学園の生徒・教員
畑 ランコ（はた ランコ）
声 - 新井里美
桜才学園新聞部部長で、学年はシノやアリアと同じ。短めの黒髪に左前髪にヘアピンをつけている。常にポーカーフェイスで冷静だが、ハードなエロボケを連発する変人。口調は基本的に慇懃無礼。また本人曰く隠れ巨乳らしい。「生徒会役員共＆オールキャラクターズ」によると百合の趣向の持ち主であるそうだが、作中では男女共に被写体以上の興味を示したことはない。
カメラを肌身離さず持ち歩いてネタを探している。意図的にタカトシとシノが交際しているという噂を学園中に流して生徒たちを煽ったり、タカトシとシノの動向を常にマークしてシャッターチャンスを狙ったり、何かと新聞部の活動を金儲けに利用していたりもする。このようにゴシップマスメディア系およびイエロー・ジャーナリズムの思想の持ち主であることが作中強調されている。また、桜才新聞で恋愛小説を企画するも、内容があまりにも卑猥すぎたため、生徒会権限で発行停止を要請されたことがある。
作者はランコを演じた新井の演技について「異様な存在感がありました」とコメントしている。
三葉 ムツミ（みつば ムツミ）
声 - 小見川千明
タカトシのクラスメイトで 1、2年共に同じクラス。柔道部部長。黒髪のポニーテールが特徴で、男女分け隔てなく接する明るく元気な性格。スタイルは飛び抜けて抜群というわけではないが、チリの発言からすると、美乳である模様。
当初はムエタイ部を作ろうとしていたほどの大の格闘技好きで、自身も柔道二段の実力者。柔道部を創設すべくタカトシのツテで生徒会を訪れ交渉、後に柔道部が認可されると部長に就任する。一方で勉強は苦手で、国語が得意と自称しながら、「薔薇」という漢字をわざと間違えたスズの引っ掛けを見破れなかった。
登場人物の中ではきわめて希少な、純情で素朴、素直でまっすぐな人物。また天然でもあり、そのゆえ下ネタをはじめとする冗談の一切が通じない。冗談やデマを真に受けて行動することもしばしばある。そのため、シノやアリアがかます下ネタをムツミが聞かないよう、タカトシがムツミの耳をふさぐこともしばしば。
子供の頃は体が弱かったが、その後鍛えた甲斐あって現在はきわめて丈夫かつ健康で、身体能力は男が立つ瀬がないほど万能。柔道の階級は48kg以下級でありながら、痩せの大食いである。一方で乗り物酔いしやすく、周囲からは「ムツミの最大敵は遠征バス」とまで思われているほど。
将来の夢は「おヨメさん」。タカトシを「タカトシ君」と呼んだり食事に誘ったりするなど、タカトシに対する好意を窺わせる言動が多い。ムツミ本人はあくまでクラスメイトとして接しようと努めているようだが、すでにその好意は他の柔道部員にはバレている。
五十嵐 カエデ（いがらし カエデ）
声 - 加藤英美里
桜才学園風紀委員長で、学年はシノやアリアと同じ。コーラス部所属。髪型は金髪に近い茶髪の三つ編み。姉がいる。極めて真面目な性格で規律に厳しく、正義感が強いが、極度の男性恐怖症。男子を避けるため、当時女子高だった桜才に入学するも、不幸にも翌年から共学となった。当初は校内見回りの際に男子のいるエリア（1年生のフロアなど）は無視していた。
当初、タカトシと遭遇しては逃走するのがお決まりとなっていたが、立場上生徒会と接することが多かったためか、ある時タカトシに手を触れられても拒絶反応が出なくなっていることが判明。ただし、これは相手がタカトシの時限定であるらしく、他の男子生徒（作中ではケンジ）とぶつかると立ったまま気絶している。
基本的には常識人であり、本来はツッコミ役のはずだが、男性恐怖症と潔癖なまでの真面目さのため下ネタを真に受けてしまうことも多く、結果的にボケに回ってしまうことも少なくない。重い下ネタジョークを聞くと立ったまま気絶することもある。
轟 ネネ（とどろき ネネ）
声 - 椎名へきる
スズの友人。ロボット研究部所属でかつ図書委員。髪型は茶髪のロングヘア。眼鏡をかけており、女子としては身長は高めでスタイルもいい。成績は優秀で学年トップクラスだが、変態さもトップクラスであり、学校に私物のバイブを持ち込み、普段から着用している。ロボット研究会に入部したのもバイブの強い振動を求めるためで、現在はさらに着用時に周囲にバレないよう静音化の改造を繰り返しているらしい。
タカトシに対しては、同じクラスになってからバレンタインの際にチョコを渡したりしており、少なくとも悪い印象は持っていない模様。教室の中や学校行事でも（スズやムツミともども）タカトシと一緒にいることが多い。
1年時はスズと同じクラスで、2年に進級した際にスズともどもタカトシ・ムツミらと同じクラスになった。その後はムツミとともに萩村家に泊まったりするなど良好な関係を続けている。
津田 コトミ（つだ コトミ）
声 - 下田麻美
タカトシの妹。性格は天真爛漫。黒髪ツインテールで、眉毛が他の登場人物より太い。本作の開始当初は中学生だったが、単行本3巻#33から桜才学園に入学する。桜才を志望した理由は兄同様に家から近いからで、スズに受験勉強を手伝ってもらうなど、中学時代からタカトシを通じて生徒会メンバーたちとの親交も深く、タカトシが一時不在の際には生徒会役員の代役を務めたこともある。桜才入学後は長らく部活には所属せずに帰宅部だったが、家庭科の実技の評価が低いことや家事が苦手なことを省みて、柔道部のマネージャーになった。
5歳のときにサンタクロースの性癖について言及するなど幼い頃から下ネタをかましており、現在もその路線は変わっていない。他人から見られたり罵声を浴びせられたりすると興奮するといったM属性の言動が目立つ。また、少年漫画やゲームに登場人物になりきったセリフなど中二病と思わしき言動も見せており、タカトシをはじめとする周りの人間から心配されている。
タカトシとの兄妹仲はきわめて良好で、タカトシのことを「タカ兄（にい）」と呼ぶ。また、近親相姦や『高校教師』のような背徳感が伴う恋愛にあこがれている節もあり、時々エロボケのネタにしている。
タカトシとは対照的に勉強が苦手で、授業中には居眠りすることもあり、そのためか通知表にもCが目立つ。桜才入学前には翌日行われる小テストから現実逃避しようと、部屋の模様替えをするほど。
時 カオル（とき カオル）
声 - 日野未歩
コトミの友人で、通称「トッキー」。初登場は単行本3巻#36。
黒髪を一つ結びにしている。長身・強面で無愛想、言葉遣いもぶっきらぼうで不良っぽい雰囲気を漂わせているが、実はかなりのドジっ娘で極度の方向音痴。夏休みに横島先生の補習を受けていたことから、少なくとも英語の成績はあまり良くない模様。制服を着崩したり、派手なシャツを着たりといつも服装面で校則違反をしており、カエデに注意されたり、シノに絡まれることが多い。しかし、投げ捨てたゴミがゴミ箱に入らなかったら拾い直して捨てる、夏休みの宿題もちゃんと自分でやるなど基本的には常識人であり、アニメではさらに電車でお年寄りに席を譲るといった優しい面を見せている。スタイルは控えめどころかほぼまっ平らである。密かに気にしており、柔道部の定期身体測定でコトミに測られた際にはウエストをきつく、バストをゆるめに測るように促していた。
コトミとは何だかんだで仲が良く、登場する際は大抵一緒である。下ネタに対しては冷淡。当初、シノたちのエロボケにはツッコまないようにしていたが、コトミと接していくうちに次第にツッコミも見せるようになっている。
空手の有段者で、本人曰く5 - 6人を同時に相手どることができるらしい。入学当初は部活には所属していなかったが、後にムツミから強引なスカウトを受けて柔道部所属となった。高校総体の柔道個人戦（52kg以下級）で優勝している。
長らく苗字のみで呼ばれていたが劇場版アニメ第1作で「カオル」と設定され、後に原作16巻でも逆輸入された。
柳本 ケンジ（やなぎもと ケンジ）
声 - 白石稔
映画部所属。タカトシの友人の男子で、眼鏡をかけている。1,2年共に同じクラスで、基本的にタカトシと一緒に登場する。自称スリーサイズを目測できる能力の持ち主。女子と交流が多いタカトシとの境遇の差によく不満を漏らすが、時折彼に逆ギレされる。
中里 チリ（なかざと チリ）
声 - 寺本來可（第1期17話まで）→ 斎藤千和（第1期20話以降）
短髪の柔道部員で階級48kg以下級。基本的にムツミと一緒に登場することが多い。ムツミがタカトシに気があることに感付いている。柔道部内での主なツッコミ役で、よくムツミの天然ボケにツッコミを入れているが、タカトシ絡みでイジろうとするとムツミに実力行使で逆襲され止められている。2年に進級した際にタカトシ・スズ・ムツミらと同じクラスになる。
海辺 ナナコ（うみべ ナナコ）
声 - 安済知佳
柔道部員で階級48kg以下級。帝穴高との練習試合直前に手首を捻挫してドクターストップしたことにより、シノが代理で練習試合に出場することになった。因みに単行本ではドクターストップになったはずだが、なぜか点取り試合の対戦表で次鋒に海辺の名前が見える。
権藤 リキゾウ（ごんどう リキゾウ）
声 - 利根健太朗
桜才学園学園長。「共学化した学園の今」 というテーマでテレビ局からの取材を受けていた。生徒思いの常識人。痔を患っており、痔の座布団が無いと座ることができない。
大門（だいもん）
声 - 利根健太朗
桜才学園教師。柔道部顧問。道下先生と職場結婚をした。生え際を気にしている。後にトシローという息子も誕生しており、電話口でさえもデレデレになっている。
道下（みちした）
声 - 大山早稀→ブリドカットセーラ恵美（劇場版第1作以降）
桜才学園教員。音楽科教師。生徒のことを親身に思ってくれるいい先生。大門先生と職場結婚をした。
小山 リカ（こやま リカ）
声 - 加藤英美里
番外編『児童会役員共』に登場した教育実習生。当時小学6年生のシノのエロボケに翻弄される。その後、高校教師として桜才学園に赴任してきた。現在はエロボケに耐性が出来たからか、ナルコに対してのツッコミ役を担っている。本人の発言から巨乳である事がうかがえる。男っ気のなさは教育実習生時代から変わっておらず、同じく結婚の見込みの見えないナルコと意気投合して一緒に酒を飲んだりしている。
劇場版アニメ第1作より名前が「リカ」と設定され、原作でも16巻より逆輸入された。
花巻 ナオ（はなまき ナオ） / 馬川 ヨシオ（うまかわ ヨシオ）
声 - 日野未歩（ナオ）
桜才学園のバカップル二人。周囲を憚らずイチャイチャしてはカエデやシノに怒られている。13巻#347に至るまで付き合っていなかったようで、同話でナオが告白し、ズレた伝わり方をした（タカトシはバッドエンドと評した）。その後も仲は良好で、少し際どい接し方が増えた。
アニメ版の声優はナオ役のみ劇場版第2作で初めてクレジットされた。
渡辺、菅田
声 - 仲野七恵ほか
アニメオリジナルの柔道部員で、アニメシリーズのオープニングや劇場版のポスター等にもムツミらと並んで登場している。後に原作にも逆輸入されて登場。横に髪を結んだ小柄な生徒と、青髪ショートで長身の生徒（共に白帯）で、名前の描写が点取り試合の対戦表に書かれていたのみなのでどちらが渡辺、菅田であるかは不明（中里チリの位置が一致していない為、この対戦表の描写のみでは判断材料にならない）。
パリィ・コッペリン
アメリカからの留学生。日本文化を微妙に誤解している。

### 一般人・他校生
出島 サヤカ（でじま サヤカ）
声 - 田村睦心
七条家専属のメイド。26歳。女性としてはかなりの長身で、スタイルもいい。家事はもちろん着付けなど、アリアの身の回りの世話から登下校の際の車での送迎までこなすが、実はナルコやネネと並ぶ作中屈指の変態。ナルコと違って縛られることも喜ぶため、行動を封じることもできない。メイドになる前は、（肛門などの）開発関係やSM嬢など風俗関係の仕事をしていた。本人曰く「あまり頭は良くない」そうだが、一方でライフセーバー資格や山の幸アドバイザー等を初めとした多くの資格や、その他さまざまなスポーツや礼儀作法に通じるなど多彩な能力を有する。その為、メイド及び大人としては非常に優秀である為、タカトシ達からは様々な分野で頼りにされており、前述の変態性等をツッコまれたりするものの立場の似ているナルコとは異なり、存在を軽んじられる事は無い。
性癖はバイセクシュアル。特にアリアが好きであると公言し、彼女のことになると人が変わったように情動的になる。男女問わず、着用済みの衣類にも目がない。
七条家専属のメイドであるが、（文字通り）アリアに付きっきりであり、津田家など外出先にも出張してくるため、学外のキャラでは魚見に並んで出番が多い。基本的にメイド服を着用しているが、山間部など、メイド服での活動が適さない場所では私服になることもある。
魚見 チヒロ（うおみ チヒロ）
声 - 斎藤千和
英稜高校の生徒会長。黒髪をゆるいお下げにしている。表情の変化が少なく、常に若干ジト目気味。制服着用時はシャツの上には上着を着ず、袖余り気味のセーターだけであることが多い。一見、清楚でおとなしい美少女で、基本的に常に丁寧語で話す。もともと内気であがり症であり、それを克服するために一念発起して生徒会長となった。会長就任後もその性格のため演説が苦手で悩んでいたが、タカトシやシノ達と交流をしていくにつれて次第に明るく変わりつつある。また同時にその性癖も明るみに出始め、シノたちに負けないほどのエロボケをかますようになってきている。一見細身に見えるが実は隠れ巨乳で、シノから嫉妬されている。またショタコン属性があるが、料理や着付けが得意という一面もある。
シノとは同じ生徒会長という立場から交流を深めている。桜才学園に顔パスで入ったり、桜才学園柔道部が英稜高校へ偵察するのを黙認したりと緩い関係を築いている。
初対面の頃よりタカトシに好意を持っている節があり、シノやスズから強く警戒されている。7巻の#171にて魚見家と津田家の親戚同士が結婚したためタカトシの親戚となった。以降は津田家に通いや泊まり込みで家事の手伝いや何かとだらしないタカトシとコトミの世話を焼くなど絡みも多く、姉の地位を確立しつつある。
森 ノゾミ（もり ノゾミ）
声 - 上坂すみれ
英稜高校の生徒会副会長。2年生。アップにした髪型とややたれ目が特徴。シノが思わず注目するほどの巨乳の持ち主で、表紙4コマでも胸をアップにされていた。体形は、同じく巨乳のアリアと比べると若干ふくよかな感じである。高校に入ってから成長したらしく、体操服の丈が短くなっていることを魚見から指摘されている。魚見曰く「英稜のツッコミ役」で、実際、そのツッコミのスキルはタカトシに匹敵するほどである。普段は基本的に丁寧語で話しているが、魚見にツッコミを入れる時にはしばしばタメ口で激しくツッコむ。
似た境遇のツッコミ同士であり、またどちらも本来は穏やかな性格であるからかタカトシとは波長が合うらしく、初対面から関係は良好。そのためか、あっという間にナチュラルにタカトシとの距離が縮まっており、また本人もまんざらではないような言動を見せているため、シノや魚見から警戒されている。
音楽の心得があるらしく、桜才学園との芸術交流会ではバストランペットを演奏している。一方、実はカナヅチで、高校2年になっても水中で目も開けられなかった。しかし魚見曰くもともと運動神経はいいらしく、特訓で目が開けられるようになった途端一日で泳げるようになった。
青葉 トオリ（あおば トオリ）
英稜高校の生徒会書記。1年生。#387にて名前が明かされ、アニメ第2期18話ではセリフもあるが声優は不明。
広瀬 ユウ（ひろせ ユウ）
声 - 岡咲美保
英稜高校の生徒会雑用。1年生。短髪・高身長・筋肉質の少女で、よく男子に間違えられる。バレー部に所属しており、トイレ休憩中に魚見にスカウトされて生徒会に入った。口調はボーイッシュかつ運動部らしく、さばさばした喋り方で、女性らしい恥じらいもない。
古谷 サチコ（ふるや サチコ）
声 - 平野文
桜才学園OGで前生徒会長。現在は塾如大学の女子大生。現在は金髪だが、桜才在学時代は黒髪だった。初登場は8巻#205。シノやアリアの性癖も熟知しており、エロボケをかまされてもまったく動じない。
計算は得意だが電卓を使わずそろばんを愛用、PCはシノ以上に苦手。さらに大学祭に遊びに来た一行が帰る際にお土産を沢山持たせるなど、その言動はタカトシやシノに親戚のおばさんを思い出させるほど。他にも「ナウい」、「しょうゆ顔」、「ばいなら」、いたずらにおならクッションを仕掛けるなど、1980年代を思わせる言動が多い。一方で服装は現代的だが、これは友人の指導によるものらしく、9巻のカバーには部屋着としてジャージ姿が描かれている。
劇場版アニメ第1作で名前が「サチコ」と設定され原作16巻でも逆輸入された。
スズの母
声 - 松来未祐
風呂上りに裸Yシャツになる、他人を出迎える際に泡風呂や女体盛りを妄想する、睡姦プレイしたいと発言するなど、娘とは正反対の貞操感に問題のある変人。スズが門限を過ぎて帰ると、娘が大人になったと喜んで赤飯を炊くらしい。
アニメ版でも準レギュラーとして登場していたが、第2期14話を最後に台詞付きでは登場しなくなり、担当声優である松来の没後は劇場版第1作に台詞なしのカメオ出演をした程度にとどまっている。
アリアの父
声 - 利根健太朗
OAD「児童会役員共」に後ろ姿で登場。アリアの「出生の秘密」を当時小学生の娘に明かす。
アリアの母
声 - 藤田昌代
OAD「児童会役員共」に後ろ姿で登場。七条家の庭にそびえ立つ木がアリアの両親にとって思い出の木であることを娘に打ち明ける。
料理が苦手。
橋高（はしたか）
七条家専属執事。白い口髭が特徴的な高齢の男性。普段の職務の他、出島同様七条家主催のイベントに駆り出されることもあるようである。ギックリ腰で職務が出来なくなった際、タカトシがその代役を務めた事も。七条家で唯一と言っていいまともな人物で、出島やアリアのエロボケに対応できる数少ない人物。七条家の人間のみが登場した際にはツッコミ役となっており、受け攻めや特殊な店の名称を例えてツッコむなど、その腕前も高い。
タカトシの母
父（未登場）ともども海外出張が多く、あまり家にいない。コトミ曰く面倒くさがりなようで、正月は何もしないで過ごしているらしい。また、エクステの使い方でコトミにウソを教えるなど実直さもない。

### その他
トリプルブッキング
作者の前作『アイドルのあかほん』に登場するシホ、カルナ、ユーリの3人組のアイドルユニット。本作では「すごい有名」なユニットで、「トリッキング」の略称で知られている。
本作では単行本5巻#92で生徒会役員らの話題に上り、8巻＃207および同巻掲載おまけマンガでは古谷の通う大学の学園祭で特別ゲストとして登場。また作中の3人の年齢がそれぞれ『アイドルのあかほん』の時と比べて上がっていた。
また、アニメ版では1期・2期共にオープニングを歌っているとされている。声優はクレジットされていないが、WEBラジオで紹介されたことがある。詳しくは『アイドルのあかほん』および『花咲く☆最強レジェンドDays』の項参照。さらに2期ではオリジナルストーリーで本編にも登場し、歌と同じ声優が声を担当した。
天野 ミサキ（あまの ミサキ）
声 - 寺本來可（OAD）→田中あいみ（劇場版）
作者の前々作『女子大生家庭教師濱中アイ』の登場人物。番外編『児童会役員共』に登場し、シノのエロボケに対するツッコミ役を務めた。
第3巻に掲載された『児童会役員共』後日談にてシノとタカトシの2人に出会い、シノのエロボケに対する気苦労という共通点から、タカトシと意気投合する。このときは東が丘中学校の制服姿だった。
また、単行本2巻#16でも登場しており、タカトシの座るベンチの前を東が丘中学校の制服姿で通りすぎている。
若田部 アヤナ（わかたべ アヤナ）
『女子大生家庭教師濱中アイ』の登場人物。第5巻のおまけ漫画に登場。英稜高校の文化祭で、迷子になったスズと出会う。作中15歳であると発言している。
的山 リンコ（まとやま リンコ）
『女子大生家庭教師濱中アイ』の登場人物。第5巻のおまけ漫画に登場。英稜高校の文化祭で、模擬店の前にいた。15歳。

## 用語
桜才学園（おうさいがくえん）
本作の舞台。伝統ある私立の進学校。元は女子校であったが、少子化の影響を受けて創立50周年の2008年度から共学化した。共学化初年度の生徒数は男子28人、女子524人。制服は冬服の上着は男女ともにブレザー。
校則は厳しく、校内恋愛や染髪、廊下を走ること、ジャージで下校することなどが禁止されている。買い食いも禁止されており、昼食は弁当か学食。生徒の間では様々な伝説が伝わっており、その1つに「中庭の木の下で告白すると恋が成就する」という伝説がある。
文化祭は「桜才祭」といい、水着審査ありのミスコンなどが開催される。後夜祭ではフォークダンスを踊る。
桜才学園生徒会（おうさいがくえんせいとかい）
本作の主要人物が所属している組織。会長はシノ、副会長はタカトシ、書記はアリア、会計はスズ。顧問はナルコが務めている。
生徒会役員は考査で学年20位以内に入ることがノルマとなっている。また、タカトシがシノの一存で副会長に任命され、後にシノから次期生徒会長に指名されたことから、現行役員が後任を指名する形で引き継ぎが行われる模様。
桜才学園のホームページには生徒会のコーナーがある。また、過去に新聞部の協力で生徒会新聞が発行されたこともある。
アニメでは作品名と引っかけてか、たまに「生徒会役員共」と呼ばれることもある。
英稜高校（えいりょうこうこう）
魚見が在籍している高校。通学途中に坂道がある。生徒会は会長の魚見、副会長の森、書記の青葉の三名で担っている。#415にて雑用の広瀬が加わり四名体制になる。魚見曰く役員同士では親睦を深めるために名前で呼び合っているらしいが、本人は森を「森ちん」と呼ぶなどやや曖昧。
#114（単行本5巻）で英稜高文化祭に桜才学園生徒会役員一同が行っている。
作者前々作『女子大生家庭教師濱中アイ』で小久保マサヒコや的山リンコが進学した高校でもある。また、同作で小久保らが英稜高校の文化祭に行く回がある。
七条グループ（しちじょうぐるーぷ）
アリアの実家が経営する企業グループ。別荘、山、温泉などからアミューズメントパークや無人島までさまざまな物件を所有しており、タカトシたちがゲストとして呼ばれることも多い。
塾如大学（じゅくじょだいがく）
古谷が在籍している大学。

## 書誌情報

### 単行本
- 氏家ト全 『生徒会役員共』 講談社〈講談社コミックス〉、全22巻
- 掲載誌の移動に伴い、第2巻で話数のカウントがリセットされている。
- 第1巻は1話あたり8ページの構成であったが、第2巻の#2以降は4ページ構成でほぼ30話ずつの収録となっている。

| 巻数 | タイトル                        | 発売日         | ISBN              |
| ---- | ------------------------------- | -------------- | ----------------- |
| 1    | 生徒会役員共 (1)                | 2008年8月12日  | 978-4-06-384030-8 |
| 2    | 生徒会役員共 (2)                | 2009年5月15日  | 978-4-06-384142-8 |
| 3    | 生徒会役員共 (3)                | 2010年1月15日  | 978-4-06-384240-1 |
| 4    | 生徒会役員共 (4)                | 2010年8月17日  | 978-4-06-384347-7 |
| 4    | 生徒会役員共 (4) 限定版         | 2010年8月17日  | 978-4-06-362170-9 |
| 5    | 生徒会役員共 (5)                | 2011年4月15日  | 978-4-06-384479-5 |
| 5    | 生徒会役員共 (5) DVD付き限定版  | 2011年4月15日  | 978-4-06-358344-1 |
| 6    | 生徒会役員共 (6)                | 2011年11月17日 | 978-4-06-384585-3 |
| 6    | 生徒会役員共 (6) DVD付き限定版  | 2011年11月17日 | 978-4-06-358359-5 |
| 7    | 生徒会役員共 (7)                | 2012年7月17日  | 978-4-06-384710-9 |
| 7    | 生徒会役員共 (7) DVD付き限定版  | 2012年7月17日  | 978-4-06-358376-2 |
| 8    | 生徒会役員共 (8)                | 2013年2月15日  | 978-4-06-384817-5 |
| 8    | 生徒会役員共 (8) DVD付き限定版  | 2013年2月15日  | 978-4-06-358412-7 |
| 9    | 生徒会役員共 (9)                | 2013年10月17日 | 978-4-06-394946-9 |
| 9    | 生徒会役員共 (9) DVD付き限定版  | 2013年10月17日 | 978-4-06-358443-1 |
| 10   | 生徒会役員共 (10)               | 2014年5月16日  | 978-4-06-395093-9 |
| 10   | 生徒会役員共 (10) DVD付き限定版 | 2014年5月16日  | 978-4-06-358483-7 |
| 11   | 生徒会役員共 (11)               | 2015年2月17日  | 978-4-06-395324-4 |
| 11   | 生徒会役員共 (11) DVD付き限定版 | 2015年2月17日  | 978-4-06-358711-1 |
| 12   | 生徒会役員共 (12)               | 2015年9月17日  | 978-4-06-395485-2 |
| 12   | 生徒会役員共 (12) DVD付き限定版 | 2015年9月17日  | 978-4-06-358766-1 |
| 13   | 生徒会役員共 (13)               | 2016年4月15日  | 978-4-06-395648-1 |
| 13   | 生徒会役員共 (13) DVD付き限定版 | 2016年4月15日  | 978-4-06-358792-0 |
| 14   | 生徒会役員共 (14)               | 2016年12月16日 | 978-4-06-395826-3 |
| 14   | 生徒会役員共 (14) DVD付き限定版 | 2016年12月14日 | 978-4-06-358793-7 |
| 15   | 生徒会役員共 (15)               | 2017年9月15日  | 978-4-06-510186-5 |
| 15   | 生徒会役員共 (15) DVD付き限定版 | 2017年9月13日  | 978-4-06-397025-8 |
| 16   | 生徒会役員共 (16)               | 2018年3月16日  | 978-4-06-511062-1 |
| 16   | 生徒会役員共 (16) DVD付き限定版 | 2018年3月16日  | 978-4-06-397031-9 |
| 17   | 生徒会役員共 (17)               | 2019年4月17日  | 978-4-06-514882-2 |
| 17   | 生徒会役員共 (17) DVD付き限定版 | 2019年4月17日  | 978-4-06-511560-2 |
| 18   | 生徒会役員共 (18)               | 2019年8月16日  | 978-4-06-516230-9 |
| 18   | 生徒会役員共 (18) DVD付き限定版 | 2019年8月16日  | 978-4-06-511559-6 |
| 19   | 生徒会役員共 (19)               | 2020年9月17日  | 978-4-06-520596-9 |
| 19   | 生徒会役員共 (19) DVD付き限定版 | 2020年9月17日  | 978-4-06-517553-8 |
| 20   | 生徒会役員共 (20)               | 2021年3月17日  | 978-4-06-522218-8 |
| 20   | 生徒会役員共 (20) 特装版        | 2021年3月17日  | 978-4-06-522099-3 |
| 21   | 生徒会役員共 (21)               | 2021年8月17日  | 978-4-06-522218-8 |
| 21   | 生徒会役員共 (21) 特装版        | 2021年8月17日  | 978-4-06-523604-8 |
| 22   | 生徒会役員共 (22)               | 2022年1月17日  | 978-4-06-526597-0 |

### 関連書籍
- 氏家ト全・週刊少年マガジン編集部『生徒会役員共＆オールキャラクターズ』 講談社〈KCデラックス〉、2010年8月17日第1刷発行（同日発売[講 41]）、ISBN 978-4-06-375967-9
- 氏家ト全・週刊少年マガジン編集部『アニメ生徒会役員共オフィシャルガイド桜才学園生徒会活動報告』 講談社〈KCデラックス〉、2010年12月17日第1刷発行（同日発売[講 42]）、ISBN 978-4-06-376007-1

## アニメ
2016年現在、テレビアニメ化2回とオリジナルアニメ（単行本限定版に梱包される物は「OAD」、セルアニメ単品で発売されている物は「OVA」）が発表されている。
SYDという独自の略称が設定されており、話数はテレビアニメ第1期とOAD、OVAで第21話まで連続してカウントされ、テレビアニメ第2期では、2期を示す「2#（話数）」として新たに1話からリセットされている。アニメ中の時間設定はテレビアニメ第1期では2010年4月から2011年3月までとなっており、第14話 (OAD) から新年度を迎えている。その後の時間設定は原作と同じく季節の移り変わりや年越しのイベントが起きても年齢や学年が変わらない（サザエさん方式）システムを採用し、本編内でもこのことについては触れられている。
2011年11月11日から、コンビニエンスストアセーブオンにて「セーブオンキャラクターくじ」が販売された。
第1期
2010年7月から10月まで、チバテレビほか独立UHF局にて放送された。全13話。
第1期放送終了後、単行本第5巻の限定版にOADが梱包されることが発表された。その後、『週刊少年マガジン』2011年34号で「もうあと2回はイカせてください大プロジェクト」と題したアニメ企画が発表され、単行本第6巻の限定版にOADが梱包されることと、2012年4月25日にOVAが単体発売されることが発表された。また、単行本第7巻については当初「何かしら楽しい企画」を考案中と予告された後にプロジェクトの「最後の締め」として限定版にOADが梱包されることが明らかになったが、好評につき引き続き第8巻以降にも収録される。第9巻限定版同梱DVDの第21話で第1期シリーズは終了するが、最後はテレビアニメ第2期放送決定を思わせる結末を迎えている。
第2期
『週刊少年マガジン』2013年46号にて、制作が発表された。『生徒会役員共*』（略称：SYD*）のタイトルで、2014年1月から3月までTOKYO MX、独立局各局他にて放送された。全13話。「*（アスタリスク）」の部分は特に読み方はない。なお、第1期OAD、OVAのエピソードより登場したキャラクターもそのまま登場しているが、テレビシリーズのみ見ている視聴者への配慮は「OAD、OVAを買って観てみよう」と書かれるのみでほとんど省かれている。
第2期放送終了後、第1期と同じく単行本の限定版に梱包されるOADや、単品のOVAとして継続している。こちらも話数はテレビアニメ第2期より継続しており、オープニングとエンディングも第2期と同じものが使用されている。
劇場アニメ
2017年07月21日にクロックワークスの配給により全国16スクリーンで公開。PG12指定。7月22日・23日の国内映画ランキング（興行通信社調べ）で15位、小規模公開作品を対象としたミニシアターランキングでは2週連続1位を記録した。
また「劇場版 生徒会役員共２」が2021年1月1日公開された。

### スタッフ
|                                 | 第1期 | 第2期・劇場版1 | 劇場版2                            |
| ------------------------------- | --- | --- | ---------------------------------- |
| 監督                            | 金澤洪充 | 金澤洪充 | 金澤洪充                           |
| シリーズ構成                    | 中村誠 | 金澤洪充 | 金澤洪充                           |
| キャラクターデザイン 総作画監督 | 古田誠 | 古田誠 | 古田誠                             |
| 美術監督                        | 野村正信（第1 - 16・19 - 21話） 三田慎也（第17・18話） | 内藤健 | 内藤健                             |
| 色彩設定                        | 小松さくら（第1 - 17話） 斉藤友子（第18 - 21話） | 斉藤友子（第1 - 19話） 荒木隆介（第20 - 23話） | 荒木隆介                           |
| 撮影監督                        | 江間常高（第1 - 17話） 大泉鉱・佐々木剣斗（第18 - 21話） | 大泉鉱（第1 - 17話） 菊地貴紀（第18 - 22話） 武貞慎之介（第23話）                                                                                 | 武貞慎之介                         |
| 編集                            | 肥田文（第1 - 14話） 神野学（第15 - 17話） 丹彩子（第18 - 21話） | 丹彩子（第1 - 17話） 田所さおり（第18 - 22話） 渡邉千波（第23話）                                                                                 | 渡邉千波                           |
| 音楽                            | 森悠也 | 森悠也 | 森悠也                             |
| 音響監督                        | 高橋秀雄（第1 - 13話） 田中亮（第14 - 21話） | 田中亮 | 田中亮                             |
| プロデューサー                  | 中西豪（第1 - 18話） 須藤孝太郎（第19 - 21話） 針生雅行（第1 - 13話） 千葉素久（第14・15・17・18・21話） 服部徹（第16話）、吉田玄（第18話） 立石謙介（第19・20話） 渡部達郎（第21話） | 須藤孝太郎 立石謙介（第1 - 13話） 渡部達郎（第14 - 17話） 千葉素久（第14 - 19話） 角谷健二（第18話） 古川慎（第20 - 23話） 伊香淳一（第22・23話） | N/A                                |
| アニメーション プロデューサー   | 岸本鈴吾（劇場版1を除く） | 岸本鈴吾（劇場版1を除く） | N/A                                |
| アニメーション プロデューサー   | N/A | 菊地貴紀（劇場版1） | N/A                                |
| アニメーション制作              | GoHands | GoHands | GoHands                            |
| 製作                            | 桜才学園生徒会室（第1 - 13話） | 桜才学園生徒会新室（第1 - 13話） | 「劇場版生徒会 役員共2」製作委員会 |
| 製作                            | 桜才学園生徒会分室（第1期第14 - 18・21話、第2期第14・16 - 19・22・23話） 桜才学園生徒会別室（第1期第19・20話、第2期第15話） 桜才学園生徒会視聴覚室（劇場版1）                         | | 「劇場版生徒会 役員共2」製作委員会 |

### 主題歌
第1期
オープニングテーマ「大和撫子エデュケイション」
作詞 - こだまさおり / 作曲 - 山口朗彦 / 編曲 - 菊谷知樹 / 歌 - トリプルブッキング
第18話からコトミの制服が桜才学園の制服に変わった他、校門・廊下のシーンが時とコトミ・魚見と英稜生徒のカットに差し替えられた。
エンディングテーマ「蒼い春」（第1話 - 第12話、第14話 - 第21話）
作詞 - atsuko / 作曲 - atsuko、KATSU / 編曲 - KATSU / 歌 - angela
挿入歌「情熱の花」（第6話）
作詞・作曲 - 高橋菜々 / 編曲 - YUPA / 歌 - トリプルブッキング

第2期
オープニングテーマ「花咲く☆最強レジェンドDays」
作詞 - 花衣 / 作曲・編曲 - 新井弘毅 / 歌 - トリプルブッキング（日笠陽子、佐藤聡美、矢作紗友里）
エンディングテーマ
「ミライナイト」（第1話 - 第12話、第14話 - 第16話、第18話、第19話、第22話、第23話）
作詞 - moyu / 作曲 - KEYTARO / 編曲 - Coral Echo / 歌 - 佐藤聡美
TV版第1話、13話では未使用。
「桜の空」（第13話、第17話）
作詞 - もりちよこ / 作曲・編曲 - 森悠也 / 歌 - 杉並児童合唱団
クレジットはされていないが第5話でも数秒程度ではあるが挿入歌として使用。

挿入歌
「アイドルのすゝめ」（第6話）
作詞 - PA-NON / 作曲 - 高橋菜々 / 編曲 - 佐々倉有吾 / 歌 - 天草シノ（日笠陽子）
「情熱の花」（第6話）
作詞・作曲 - 高橋菜々 / 編曲 - YUPA / 歌 - トリプルブッキング
「青春爆走☆LOVE TRAIN」（第9話）
作詞 - 7chi子♪ / 作曲 - 江口祐介 / 編曲 - 野中“まさ”雄一 / 歌 - トリプルブッキング

劇場版
主題歌「青春ノンフィクション」
作詞 - 吉田詩織 / 作曲 - 深澤祐貴 / 編曲 - 久下真音 / 歌 - トリプルブッキング
オープニングテーマには2期と同様「花咲く☆最強レジェンドDays」が使用され、映像も使い回されている。
主題歌「少年少女アテンション」
作詞 - 吉田詩織 / 作曲 - 深澤祐貴 / 編曲 - 久下真音 / 歌 - トリプルブッキング
劇場版第2作の主題歌。オープニングテーマは劇場版前作と同様に変更なし。

### 各話リスト

#### TV第1期
| 話数 | 話数 | サブタイトル                           | 脚本            | 絵コンテ          | 演出     | 作画監督                                                                        |
| ---- | ---- | -------------------------------------- | --------------- | ----------------- | -------- | ------------------------------------------------------------------------------- |
| #1   | A    | 桜の木の下で                           | 小山知子        | 金澤洪充          | 金澤洪充 | 古田誠（レイアウト・アニメーション） 石森愛（キャラクター）                     |
| #1   | B    | 毎回続くのこの感じ?!                   | 小山知子        | 金澤洪充          | 金澤洪充 | 古田誠（レイアウト・アニメーション） 石森愛（キャラクター）                     |
| #1   | C    | とりあえず脱いでみようか               | 小山知子        | 金澤洪充          | 金澤洪充 | 古田誠（レイアウト・アニメーション） 石森愛（キャラクター）                     |
| #2   | A    | 時に君はSかMか                         | 中村誠 小山知子 | 金澤洪充          | 池畠博史 | 古田誠（レイアウト・アニメーション） 平口季美子（キャラクター）                 |
| #2   | B    | ならば君のその力を試させてもらおう     | 中村誠 小山知子 | 金澤洪充          | 池畠博史 | 古田誠（レイアウト・アニメーション） 平口季美子（キャラクター）                 |
| #2   | C    | きらきらと輝くこいつはお主のなんだ？   | 中村誠 小山知子 | 金澤洪充          | 池畠博史 | 古田誠（レイアウト・アニメーション） 平口季美子（キャラクター）                 |
| #3   | A    | 我ながら見事な包み具合だ               | 中村誠 小山知子 | 金澤洪充          | 杉生祐一 | 寺野勇樹                                                                        |
| #3   | B    | 会長！もっと裾を広げちゃってください！ | 中村誠 小山知子 | 金澤洪充          | 杉生祐一 | 寺野勇樹                                                                        |
| #3   | C    | もう満腹なのか?!                       | 中村誠 小山知子 | 金澤洪充          | 杉生祐一 | 寺野勇樹                                                                        |
| #4   | A    | だから見えないところで着崩している     | 小山知子        | 安川勝 金澤洪充   | 金澤洪充 | 大河原晴男                                                                      |
| #4   | B    | おめでたー                             | 小山知子        | 安川勝 金澤洪充   | 金澤洪充 | 大河原晴男                                                                      |
| #4   | C    | だから私はここまででいい               | 小山知子        | 安川勝 金澤洪充   | 金澤洪充 | 大河原晴男                                                                      |
| #5   | A    | お尻、大変でしょ？                     | 小山知子        | 池畠博史          | 池畠博史 | 長坂寛治                                                                        |
| #5   | B    | 欲求不満なだけだ！                     | 小山知子        | 池畠博史          | 池畠博史 | 長坂寛治                                                                        |
| #5   | C    | 私もパンをくわえて登校しなきゃ！       | 小山知子        | 池畠博史          | 池畠博史 | 長坂寛治                                                                        |
| #6   | A    | 津田くんは読まないわ！使うのよ！       | 中村誠 小山知子 | 金澤洪充          | 杉生祐一 | 古田誠（レイアウト・アニメーション） 平口季美子（キャラクター）                 |
| #6   | B    | 受けがあるなら攻めがあるだろー！       | 中村誠 小山知子 | 金澤洪充          | 杉生祐一 | 古田誠（レイアウト・アニメーション） 平口季美子（キャラクター）                 |
| #6   | C    | いや、服は着て来い                     | 中村誠 小山知子 | 金澤洪充          | 杉生祐一 | 古田誠（レイアウト・アニメーション） 平口季美子（キャラクター）                 |
| #7   | A    | だんだん大きくなってくわ               | 中村誠 小山知子 | 金澤洪充          | 渡邊哲哉 | 寺野勇樹                                                                        |
| #7   | B    | 津田くんはボーイズラブ                 | 中村誠 小山知子 | 金澤洪充          | 渡邊哲哉 | 寺野勇樹                                                                        |
| #8   | A    | あ?!お前は朝のイチゴパンツ！           | 小山知子        | 金澤洪充          | 菊池勝也 | 関口雅浩                                                                        |
| #8   | B    | 筆おろしが流行るかもしれん             | 小山知子        | 金澤洪充          | 菊池勝也 | 関口雅浩                                                                        |
| #8   | C    | みんなの分まで私が戦う！               | 小山知子        | 金澤洪充          | 菊池勝也 | 関口雅浩                                                                        |
| #9   | A    | いくらで買います？                     | 中村誠 小山知子 | 金澤洪充          | 杉生祐一 | 古田誠                                                                          |
| #9   | B    | なるほど！関係ないな！俺たち！         | 中村誠 小山知子 | 金澤洪充          | 杉生祐一 | 古田誠                                                                          |
| #9   | C    | ベネズエラ                             | 中村誠 小山知子 | 金澤洪充          | 杉生祐一 | 古田誠                                                                          |
| #10  | A    | メイドは見た！お嬢様の淫らな（略）     | 小山知子        | 金澤洪充          | 金澤洪充 | 松本卓也 平口季美子                                                             |
| #10  | B    | 俺にそんなキャラ設定はない             | 小山知子        | 金澤洪充          | 金澤洪充 | 松本卓也 平口季美子                                                             |
| #10  | C    | 私でよければ付き合うが                 | 小山知子        | 金澤洪充          | 金澤洪充 | 松本卓也 平口季美子                                                             |
| #11  | A    | それは津田君の使用済みティッシュ       | 小山知子        | 池畠博史          | 池畠博史 | 石森愛 長坂寛治                                                                 |
| #11  | B    | 下着もつけたほうがいい？               | 小山知子        | 池畠博史          | 池畠博史 | 石森愛 長坂寛治                                                                 |
| #11  | C    | サンタさんの性癖                       | 小山知子        | 池畠博史          | 池畠博史 | 石森愛 長坂寛治                                                                 |
| #12  | A    | 一般的な恥じらいです                   | 中村誠 小山知子 | 金澤洪充          | 杉生祐一 | 松本卓也、平口季美子 古田誠                                                     |
| #12  | B    | 制服は半脱ぎが相場だよ                 | 中村誠 小山知子 | 金澤洪充          | 杉生祐一 | 松本卓也、平口季美子 古田誠                                                     |
| #12  | C    | 君なりの露出プレイじゃなかったのか？   | 中村誠 小山知子 | 金澤洪充          | 杉生祐一 | 松本卓也、平口季美子 古田誠                                                     |
| #13  | #13  | 生徒会役員共！乙！                     | 中村誠 小山知子 | 池畠博史 金澤洪充 | 金澤洪充 | 古田誠（レイアウト・アニメーション） 井元一彰・石森愛・内田孝行（キャラクター） |

#### OVA第1期
| 話数 | 話数             | サブタイトル                                           | 脚本     | 絵コンテ | 演出     | 作画監督                                                                 | 収録巻（発売日）                                  |
| ---- | ---------------- | ------------------------------------------------------ | -------- | -------- | -------- | ------------------------------------------------------------------------ | ------------------------------------------------- |
| #14  | #14              | 帰ってきた生徒会役員共                                 | 小山知子 | 金澤洪充 | 杉生祐一 | 松本卓也                                                                 | 原作第5巻限定版 （2011年4月15日）                 |
| #15  | A                | はんぱない兄貴                                         | 金澤洪充 | 金澤洪充 | 杉生祐一 | 古田誠 （レイアウト・アニメーション） 舛田裕美（キャラクター）           | 原作第6巻限定版 （2011年11月17日）                |
| #15  | B                | 大変な仕事も笑顔でこなすスズちゃんはエライなあ（轟談） | 金澤洪充 | 金澤洪充 | 杉生祐一 | 古田誠 （レイアウト・アニメーション） 舛田裕美（キャラクター）           | 原作第6巻限定版 （2011年11月17日）                |
| #15  | 児童会役員共     |                                                        | 金澤洪充 | 金澤洪充 | 杉生祐一 | 古田誠 （レイアウト・アニメーション） 舛田裕美（キャラクター）           | 原作第6巻限定版 （2011年11月17日）                |
| #16  | A                | 気分は青空 会長はブルー                                | 金澤洪充 | 金澤洪充 | 杉生祐一 | 寺野勇樹 鈴木祥子                                                        | 『生徒会役員共 OVA』 （2012年4月26日）            |
| #16  | B                | ハイリスクが気持ちいい                                 | 金澤洪充 | 金澤洪充 | 杉生祐一 | 寺野勇樹 鈴木祥子                                                        | 『生徒会役員共 OVA』 （2012年4月26日）            |
| #16  | C                | 道着の勲章                                             | 金澤洪充 | 金澤洪充 | 杉生祐一 | 寺野勇樹 鈴木祥子                                                        | 『生徒会役員共 OVA』 （2012年4月26日）            |
| #16  | D                | 桜才・英稜 学園交流会！                                | 金澤洪充 | 金澤洪充 | 杉生祐一 | 寺野勇樹 鈴木祥子                                                        | 『生徒会役員共 OVA』 （2012年4月26日）            |
| #17  | A                | わんこ                                                 | 金澤洪充 | 金澤洪充 | 杉生祐一 | 寺野勇樹 鈴木祥子                                                        | 原作第7巻限定版 （2012年7月17日）                 |
| #17  | B                | 津田家の事情                                           | 金澤洪充 | 金澤洪充 | 杉生祐一 | 寺野勇樹 鈴木祥子                                                        | 原作第7巻限定版 （2012年7月17日）                 |
| #17  | C                | ストレートだと毛が乳首にこすれて気持ちいいですよね     | 金澤洪充 | 金澤洪充 | 杉生祐一 | 寺野勇樹 鈴木祥子                                                        | 原作第7巻限定版 （2012年7月17日）                 |
| #18  | A                | 花より大切なもの                                       | 金澤洪充 | 金澤洪充 | 横峯克昌 | 内田孝行（レイアウト） 石森愛（原画）                                    | 原作第8巻限定版Z （2013年2月15日）                |
| #18  | B                | 桜才七不思議                                           | 金澤洪充 | 金澤洪充 | 横峯克昌 | 内田孝行（レイアウト） 石森愛（原画）                                    | 原作第8巻限定版Z （2013年2月15日）                |
| #18  | C                | 柄                                                     | 金澤洪充 | 金澤洪充 | 横峯克昌 | 内田孝行（レイアウト） 石森愛（原画）                                    | 原作第8巻限定版Z （2013年2月15日）                |
| #18  | スルメとタカトシ |                                                        | 金澤洪充 | 金澤洪充 | 横峯克昌 | 内田孝行（レイアウト） 石森愛（原画）                                    | 原作第8巻限定版Z （2013年2月15日）                |
| #19  | A                | お約束じゃ済まさないぜ                                 | 金澤洪充 | 金澤洪充 | 横峯克昌 | 松本卓也 （レイアウト・アニメーション） 森美幸（キャラクター）           | 『生徒会役員共 帰ってきたOVA』 （2013年5月8日）   |
| #19  | B                | 夜の学園                                               | 金澤洪充 | 金澤洪充 | 横峯克昌 | 松本卓也 （レイアウト・アニメーション） 森美幸（キャラクター）           | 『生徒会役員共 帰ってきたOVA』 （2013年5月8日）   |
| #19  | スルメとタカトシ |                                                        | 金澤洪充 | 金澤洪充 | 横峯克昌 | 松本卓也 （レイアウト・アニメーション） 森美幸（キャラクター）           | 『生徒会役員共 帰ってきたOVA』 （2013年5月8日）   |
| #19  | C                | 兄バカ文化祭                                           | 金澤洪充 | 金澤洪充 | 横峯克昌 | 松本卓也 （レイアウト・アニメーション） 森美幸（キャラクター）           | 『生徒会役員共 帰ってきたOVA』 （2013年5月8日）   |
| #20  | A                | 萩村スズの1日                                          | 金澤洪充 | 金澤洪充 | 工藤進   | 古田誠 （レイアウト・アニメーション） 植木理奈（キャラクター）           | 『生徒会役員共 帰ってきたOVA2』 （2013年7月10日） |
| #20  | B                | 乗り物談義                                             | 金澤洪充 | 金澤洪充 | 工藤進   | 古田誠 （レイアウト・アニメーション） 植木理奈（キャラクター）           | 『生徒会役員共 帰ってきたOVA2』 （2013年7月10日） |
| #20  | スルメとタカトシ |                                                        | 金澤洪充 | 金澤洪充 | 工藤進   | 古田誠 （レイアウト・アニメーション） 植木理奈（キャラクター）           | 『生徒会役員共 帰ってきたOVA2』 （2013年7月10日） |
| #20  | C                | やきもきチョコ                                         | 金澤洪充 | 金澤洪充 | 工藤進   | 古田誠 （レイアウト・アニメーション） 植木理奈（キャラクター）           | 『生徒会役員共 帰ってきたOVA2』 （2013年7月10日） |
| #21  | A                | メイド教室とまさかの気持ち                             | 金澤洪充 | 金澤洪充 | 工藤進   | 古田誠・内田孝行 （レイアウト・アニメーション） 針場裕子（キャラクター） | 原作第9巻限定版 （2013年10月17日）                |
| #21  | スルメとタカトシ |                                                        | 金澤洪充 | 金澤洪充 | 工藤進   | 古田誠・内田孝行 （レイアウト・アニメーション） 針場裕子（キャラクター） | 原作第9巻限定版 （2013年10月17日）                |
| #21  | B                | 女子高生家庭教師 天草シノ                              | 金澤洪充 | 金澤洪充 | 工藤進   | 古田誠・内田孝行 （レイアウト・アニメーション） 針場裕子（キャラクター） | 原作第9巻限定版 （2013年10月17日）                |
| #21  | C                | 未来の穴                                               | 金澤洪充 | 金澤洪充 | 工藤進   | 古田誠・内田孝行 （レイアウト・アニメーション） 針場裕子（キャラクター） | 原作第9巻限定版 （2013年10月17日）                |

#### TV第2期
| 話数 | 話数                                         | サブタイトル                     | 脚本     | 絵コンテ          | 演出              | 作画監督                          |
| ---- | -------------------------------------------- | -------------------------------- | -------- | ----------------- | ----------------- | --------------------------------- |
| 2#1  | A                                            | また桜の樹の下で                 | 金澤洪充 | 金澤洪充          | 工藤進            | 古田誠 岡田直樹                   |
| 2#1  | B                                            | ねむねむの季節ポロッ             | 金澤洪充 | 金澤洪充          | 工藤進            | 古田誠 岡田直樹                   |
| 2#1  | スルメとタカトシ Max Power! その1            |                                  | 金澤洪充 | 金澤洪充          | 工藤進            | 古田誠 岡田直樹                   |
| 2#1  | C                                            | ねこをかぶったオオカミ           | 金澤洪充 | 金澤洪充          | 工藤進            | 古田誠 岡田直樹                   |
| 2#2  | A                                            | 萩村スズを見守っていました       | 金澤洪充 | 金澤洪充          | 横峯克昌          | 内田孝行 立花昌之                 |
| 2#2  | B                                            | 桜才・英稜学園交流会おかわり！   | 金澤洪充 | 金澤洪充          | 横峯克昌          | 内田孝行 立花昌之                 |
| 2#2  | アリアのこれなーに??                         |                                  | 金澤洪充 | 金澤洪充          | 横峯克昌          | 内田孝行 立花昌之                 |
| 2#2  | C                                            | 症状チェック常備はポケティッシュ | 金澤洪充 | 金澤洪充          | 横峯克昌          | 内田孝行 立花昌之                 |
| 2#2  | スルメとタカトシ Max Power! その2            |                                  | 金澤洪充 | 金澤洪充          | 横峯克昌          | 内田孝行 立花昌之                 |
| 2#3  | A                                            | 三日副会長                       | 金澤洪充 | 金澤洪充          | 工藤進            | 松本卓也 坂上谷悠介               |
| 2#3  | B                                            | ちんだら かぬしゃまよ            | 金澤洪充 | 金澤洪充          | 工藤進            | 松本卓也 坂上谷悠介               |
| 2#4  | A                                            | 強調部位ブイブイブイ             | 金澤洪充 | 金澤洪充          | 横峯克昌          | 松本卓也 植木理奈                 |
| 2#4  | いったれカエデちゃん                         |                                  | 金澤洪充 | 金澤洪充          | 横峯克昌          | 松本卓也 植木理奈                 |
| 2#4  | スルメとタカトシ Max Power! その3            |                                  | 金澤洪充 | 金澤洪充          | 横峯克昌          | 松本卓也 植木理奈                 |
| 2#4  | 轟ネネのう.ん.ち.く                          |                                  | 金澤洪充 | 金澤洪充          | 横峯克昌          | 松本卓也 植木理奈                 |
| 2#4  | B                                            | 萌えテイル                       | 金澤洪充 | 金澤洪充          | 横峯克昌          | 松本卓也 植木理奈                 |
| 2#4  | アリアのこれなーに??                         |                                  | 金澤洪充 | 金澤洪充          | 横峯克昌          | 松本卓也 植木理奈                 |
| 2#4  | C                                            | 画期的ズルむけ                   | 金澤洪充 | 金澤洪充          | 横峯克昌          | 松本卓也 植木理奈                 |
| 2#5  | A                                            | 支えスタイル                     | 金澤洪充 | 金澤洪充          | 鈴木信吾 金澤洪充 | 鈴木信吾 森美幸                   |
| 2#5  | 原作未消化エピソード！たまったら出せ!!中で!! |                                  | 金澤洪充 | 金澤洪充          | 鈴木信吾 金澤洪充 | 鈴木信吾 森美幸                   |
| 2#5  | B                                            | ぬぎあともっこり                 | 金澤洪充 | 金澤洪充          | 鈴木信吾 金澤洪充 | 鈴木信吾 森美幸                   |
| 2#5  | C                                            | 戦う少女達                       | 金澤洪充 | 金澤洪充          | 鈴木信吾 金澤洪充 | 鈴木信吾 森美幸                   |
| 2#5  | SYDショッピング                              |                                  | 金澤洪充 | 金澤洪充          | 鈴木信吾 金澤洪充 | 鈴木信吾 森美幸                   |
| 2#6  | A                                            | アイドル生徒会長                 | 金澤洪充 | 金澤洪充 内田孝行 | 工藤進            | 内田孝行 植木理奈                 |
| 2#6  | アリアのこれなーに??                         |                                  | 金澤洪充 | 金澤洪充 内田孝行 | 工藤進            | 内田孝行 植木理奈                 |
| 2#6  | スルメとタカトシ Max Power! その4            |                                  | 金澤洪充 | 金澤洪充 内田孝行 | 工藤進            | 内田孝行 植木理奈                 |
| 2#6  | B                                            | 攻撃アイテムビクッビクン         | 金澤洪充 | 金澤洪充 内田孝行 | 工藤進            | 内田孝行 植木理奈                 |
| 2#6  | 原作未消化エピソード！たまったら出せ!!中で!! |                                  | 金澤洪充 | 金澤洪充 内田孝行 | 工藤進            | 内田孝行 植木理奈                 |
| 2#7  |                                              | SYDショッピング                  | 金澤洪充 | 金澤洪充          | 横峯克昌          | 古田誠 松本卓也 岡田直樹          |
| 2#7  | A                                            | 上手いこと いってやったぜ        | 金澤洪充 | 金澤洪充          | 横峯克昌          | 古田誠 松本卓也 岡田直樹          |
| 2#7  | B                                            | 君を照らす大きい存在             | 金澤洪充 | 金澤洪充          | 横峯克昌          | 古田誠 松本卓也 岡田直樹          |
| 2#7  | C                                            | 見たまんまたれ流し               | 金澤洪充 | 金澤洪充          | 横峯克昌          | 古田誠 松本卓也 岡田直樹          |
| 2#7  | YOKOSHIMA Teacher English                    |                                  | 金澤洪充 | 金澤洪充          | 横峯克昌          | 古田誠 松本卓也 岡田直樹          |
| 2#8  | A                                            | 波との戯れ びちょびちょだぜ      | 金澤洪充 | 金澤洪充          | 横峯克昌          | 古田誠 松本卓也 立花昌之          |
| 2#8  | B                                            | 万能ウィング                     | 金澤洪充 | 金澤洪充          | 横峯克昌          | 古田誠 松本卓也 立花昌之          |
| 2#8  | スルメとタカトシ Max Power! その5            |                                  | 金澤洪充 | 金澤洪充          | 横峯克昌          | 古田誠 松本卓也 立花昌之          |
| 2#8  | C                                            | 夏の夜 夏の朝                    | 金澤洪充 | 金澤洪充          | 横峯克昌          | 古田誠 松本卓也 立花昌之          |
| 2#9  | A                                            | 畑ランコ カマす                  | 金澤洪充 | 金澤洪充          | 鈴木信吾 金子篤二 | 鈴木信吾 坂上谷悠介               |
| 2#9  | B                                            | OGはチョベリグ                   | 金澤洪充 | 金澤洪充          | 鈴木信吾 金子篤二 | 鈴木信吾 坂上谷悠介               |
| 2#9  | C                                            | ぐーぜん誤解 いただき中          | 金澤洪充 | 金澤洪充          | 鈴木信吾 金子篤二 | 鈴木信吾 坂上谷悠介               |
| 2#9  | アリアのこれなーに??                         |                                  | 金澤洪充 | 金澤洪充          | 鈴木信吾 金子篤二 | 鈴木信吾 坂上谷悠介               |
| 2#10 | A                                            | 津田キノコは想定内               | 金澤洪充 | 金澤洪充          | 金子篤二          | 松本卓也 森美幸                   |
| 2#10 | B                                            | 羽根が飛ぶ                       | 金澤洪充 | 金澤洪充          | 金子篤二          | 松本卓也 森美幸                   |
| 2#10 | C                                            | カボチャの気持ち                 | 金澤洪充 | 金澤洪充          | 金子篤二          | 松本卓也 森美幸                   |
| 2#11 | A                                            | 裏用語に純反応                   | 金澤洪充 | 金澤洪充          | 横峯克昌          | 古田誠 岡田直樹                   |
| 2#11 | B                                            | 一部の国ではそうらしいです       | 金澤洪充 | 金澤洪充          | 横峯克昌          | 古田誠 岡田直樹                   |
| 2#11 | C                                            | 雪と戯れ サンタの末裔            | 金澤洪充 | 金澤洪充          | 横峯克昌          | 古田誠 岡田直樹                   |
| 2#12 | A                                            | あけおめだよ                     | 金澤洪充 | 金澤洪充          | 金子篤二          | 内田孝行 立花昌之                 |
| 2#12 | スルメとタカトシ Max Power! その6            |                                  | 金澤洪充 | 金澤洪充          | 金子篤二          | 内田孝行 立花昌之                 |
| 2#12 | B                                            | 人の上に立つ器                   | 金澤洪充 | 金澤洪充          | 金子篤二          | 内田孝行 立花昌之                 |
| 2#12 | 轟ネネのう.ん.ち.く                          |                                  | 金澤洪充 | 金澤洪充          | 金子篤二          | 内田孝行 立花昌之                 |
| 2#12 | C                                            | どう○い                          | 金澤洪充 | 金澤洪充          | 金子篤二          | 内田孝行 立花昌之                 |
| 2#12 | スルメとタカトシ Max Power! その6            |                                  | 金澤洪充 | 金澤洪充          | 金子篤二          | 内田孝行 立花昌之                 |
| 2#12 | D                                            | それを洗うなんてとんでもない     | 金澤洪充 | 金澤洪充          | 金子篤二          | 内田孝行 立花昌之                 |
| 2#13 | A                                            | 正しい恋バナ                     | 金澤洪充 | 金澤洪充          | 工藤進            | 内田孝行 古田誠 松本卓也 植木理奈 |
| 2#13 | B                                            | 遠距離アタック                   | 金澤洪充 | 金澤洪充          | 工藤進            | 内田孝行 古田誠 松本卓也 植木理奈 |
| 2#13 | C                                            | 毛のラインナリ                   | 金澤洪充 | 金澤洪充          | 工藤進            | 内田孝行 古田誠 松本卓也 植木理奈 |
| 2#13 | D                                            | 桜の空                           | 金澤洪充 | 金澤洪充          | 工藤進            | 内田孝行 古田誠 松本卓也 植木理奈 |

#### OVA第2期・劇場版
| 話数 | 話数                                                         | サブタイトル                                                 | 脚本     | 絵コンテ | 演出     | 作画監督                                 | 収録巻（発売日）                                                                 |
| ---- | ------------------------------------------------------------ | ------------------------------------------------------------ | -------- | -------- | -------- | ---------------------------------------- | -------------------------------------------------------------------------------- |
| 2#14 | A                                                            | 1対1                                                         | 金澤洪充 | 金澤洪充 | 金子篤二 | 松本卓也 植木理奈                        | 原作第10巻限定版 （2014年5月16日）                                               |
| 2#14 | 原作未消化エピソード！たまったら出せ!!中で!!フルスロットル!! |                                                              | 金澤洪充 | 金澤洪充 | 金子篤二 | 松本卓也 植木理奈                        | 原作第10巻限定版 （2014年5月16日）                                               |
| 2#14 | アリアのこれなーに??                                         |                                                              | 金澤洪充 | 金澤洪充 | 金子篤二 | 松本卓也 植木理奈                        | 原作第10巻限定版 （2014年5月16日）                                               |
| 2#14 | B                                                            | パチパチパンパン                                             | 金澤洪充 | 金澤洪充 | 金子篤二 | 松本卓也 植木理奈                        | 原作第10巻限定版 （2014年5月16日）                                               |
| 2#14 | いったれウオミー!!                                           |                                                              | 金澤洪充 | 金澤洪充 | 金子篤二 | 松本卓也 植木理奈                        | 原作第10巻限定版 （2014年5月16日）                                               |
| 2#15 | A                                                            | さよならコイン                                               | 金澤洪充 | 金澤洪充 | 内田孝行 | 古田誠 横峯克昌                          | 『生徒会役員共* OVA』 （2014年10月22日）                                         |
| 2#15 | 原作未消化エピソード！たまったら出せ!!中で!!                 |                                                              | 金澤洪充 | 金澤洪充 | 内田孝行 | 古田誠 横峯克昌                          | 『生徒会役員共* OVA』 （2014年10月22日）                                         |
| 2#15 | B                                                            | 強者の集い                                                   | 金澤洪充 | 金澤洪充 | 内田孝行 | 古田誠 横峯克昌                          | 『生徒会役員共* OVA』 （2014年10月22日）                                         |
| 2#15 | C                                                            | おはようございます体の記憶                                   | 金澤洪充 | 金澤洪充 | 内田孝行 | 古田誠 横峯克昌                          | 『生徒会役員共* OVA』 （2014年10月22日）                                         |
| 2#16 | A                                                            | KOUMON                                                       | 金澤洪充 | 金澤洪充 | 立花昌之 | 松本卓也 坂上谷悠介                      | 原作第11巻限定版 （2015年2月17日）                                               |
| 2#16 | B                                                            | 光速のちちくらべ                                             | 金澤洪充 | 金澤洪充 | 立花昌之 | 松本卓也 坂上谷悠介                      | 原作第11巻限定版 （2015年2月17日）                                               |
| 2#16 | C                                                            | 悪天登校                                                     | 金澤洪充 | 金澤洪充 | 立花昌之 | 松本卓也 坂上谷悠介                      | 原作第11巻限定版 （2015年2月17日）                                               |
| 2#17 | A                                                            | 人型決戦ロボット                                             | 金澤洪充 | 金澤洪充 | 横峯克昌 | 松本卓也                                 | 原作第12巻限定版 （2015年9月17日）                                               |
| 2#17 | アリアのこれなーに??                                         |                                                              | 金澤洪充 | 金澤洪充 | 横峯克昌 | 松本卓也                                 | 原作第12巻限定版 （2015年9月17日）                                               |
| 2#17 | B                                                            | 未開の穴 背後の感触                                          | 金澤洪充 | 金澤洪充 | 横峯克昌 | 松本卓也                                 | 原作第12巻限定版 （2015年9月17日）                                               |
| 2#17 | ちょっと原作消化                                             |                                                              | 金澤洪充 | 金澤洪充 | 横峯克昌 | 松本卓也                                 | 原作第12巻限定版 （2015年9月17日）                                               |
| 2#17 | スルメとタカトシ Max Power! 解決編                           |                                                              | 金澤洪充 | 金澤洪充 | 横峯克昌 | 松本卓也                                 | 原作第12巻限定版 （2015年9月17日）                                               |
| 2#17 | C                                                            | やさしい朝                                                   | 金澤洪充 | 金澤洪充 | 横峯克昌 | 松本卓也                                 | 原作第12巻限定版 （2015年9月17日）                                               |
| 2#18 | A                                                            | 都市伝説の結論                                               | 金澤洪充 | 金澤洪充 | 横峯克昌 | 古田誠 横峯克昌                          | 原作第13巻限定版 （2016年4月15日）                                               |
| 2#18 | B                                                            | フラグ建設地                                                 | 金澤洪充 | 金澤洪充 | 横峯克昌 | 古田誠 横峯克昌                          | 原作第13巻限定版 （2016年4月15日）                                               |
| 2#19 | A                                                            | 3日間無人島生活                                              | 金澤洪充 | 金澤洪充 | 山岸徹一 | 古田誠 松本卓也 植木理奈 武本大樹        | 原作第14巻限定版 （2016年12月16日）                                              |
| 2#19 | B                                                            | 残暑見舞う                                                   | 金澤洪充 | 金澤洪充 | 山岸徹一 | 古田誠 松本卓也 植木理奈 武本大樹        | 原作第14巻限定版 （2016年12月16日）                                              |
| 2#20 | 2#20                                                         | 学園長やら、新任先生やら、臨海学校やら、いつもの生徒会役員共 | 金澤洪充 | 金澤洪充 | 横峯克昌 | 安達翔平 岡田直樹 谷圭司 古田誠 松本卓也 | 『劇場版 生徒会役員共』 （2017年7月21日公開） 原作第16巻限定版 （2018年3月16日） |
| 2#20 | 2#20                                                         | 児童会役員共                                                 | 金澤洪充 | 金澤洪充 | 横峯克昌 | 安達翔平 岡田直樹 谷圭司 古田誠 松本卓也 | 『劇場版 生徒会役員共』 （2017年7月21日公開） 原作第16巻限定版 （2018年3月16日） |
| 2#20 | 2#20                                                         | アリアのこれなーに??                                         | 金澤洪充 | 金澤洪充 | 横峯克昌 | 安達翔平 岡田直樹 谷圭司 古田誠 松本卓也 | 『劇場版 生徒会役員共』 （2017年7月21日公開） 原作第16巻限定版 （2018年3月16日） |
| 2#20 | 2#20                                                         | 原作未消化エピソード！たまったら出せ!!中で!!                 | 金澤洪充 | 金澤洪充 | 横峯克昌 | 安達翔平 岡田直樹 谷圭司 古田誠 松本卓也 | 『劇場版 生徒会役員共』 （2017年7月21日公開） 原作第16巻限定版 （2018年3月16日） |
| 2#20 | 2#20                                                         | 轟ネネのう.ん.ち.く                                          | 金澤洪充 | 金澤洪充 | 横峯克昌 | 安達翔平 岡田直樹 谷圭司 古田誠 松本卓也 | 『劇場版 生徒会役員共』 （2017年7月21日公開） 原作第16巻限定版 （2018年3月16日） |
| 2#20 | 2#20                                                         | 横島ナルコのう.ん.ち.く                                      | 金澤洪充 | 金澤洪充 | 横峯克昌 | 安達翔平 岡田直樹 谷圭司 古田誠 松本卓也 | 『劇場版 生徒会役員共』 （2017年7月21日公開） 原作第16巻限定版 （2018年3月16日） |
| 2#20 | 2#20                                                         | いったれ!!古谷さん                                           | 金澤洪充 | 金澤洪充 | 横峯克昌 | 安達翔平 岡田直樹 谷圭司 古田誠 松本卓也 | 『劇場版 生徒会役員共』 （2017年7月21日公開） 原作第16巻限定版 （2018年3月16日） |
| 2#21 | 2#21                                                         | あなたにここにいてほしい                                     | 氏家ト全 | 金澤洪充 | 横峯克昌 | 安達翔平 岡田直樹 谷圭司 古田誠 松本卓也 | 『劇場版 生徒会役員共』 （2017年7月21日公開） 原作第16巻限定版 （2018年3月16日） |
| 2#21 | 2#21                                                         | YOKOSHIMA Teacher English                                    | 金澤洪充 | 金澤洪充 | 横峯克昌 | 安達翔平 岡田直樹 谷圭司 古田誠 松本卓也 | 『劇場版 生徒会役員共』 （2017年7月21日公開） 原作第16巻限定版 （2018年3月16日） |
| 2#22 | A                                                            | 生徒会の寄り道                                               | 金澤洪充 | 金澤洪充 | 立花昌之 | 古田誠 植木理奈                          | 原作第15巻限定版 （2017年9月15日）                                               |
| 2#22 | B                                                            | カラーリングは驚きの白さ                                     | 金澤洪充 | 金澤洪充 | 立花昌之 | 古田誠 植木理奈                          | 原作第15巻限定版 （2017年9月15日）                                               |
| 2#22 | コトミ&トッキー                                              |                                                              | 金澤洪充 | 金澤洪充 | 立花昌之 | 古田誠 植木理奈                          | 原作第15巻限定版 （2017年9月15日）                                               |
| 2#22 | C                                                            | 副会長はカナヅチ                                             | 金澤洪充 | 金澤洪充 | 立花昌之 | 古田誠 植木理奈                          | 原作第15巻限定版 （2017年9月15日）                                               |
| 2#23 | A                                                            | お熱いふたり                                                 | 金澤洪充 | 金澤洪充 | 立花昌之 | 関谷夏実 谷圭司 藤坂真衣 古田誠          | 原作第17巻限定版 （2019年4月17日）                                               |
| 2#23 | B                                                            | 桜才 The MOVIE                                               | 金澤洪充 | 金澤洪充 | 立花昌之 | 関谷夏実 谷圭司 藤坂真衣 古田誠          | 原作第17巻限定版 （2019年4月17日）                                               |
| 2#23 | C                                                            | バレー部の広瀬さん                                           | 金澤洪充 | 金澤洪充 | 立花昌之 | 関谷夏実 谷圭司 藤坂真衣 古田誠          | 原作第17巻限定版 （2019年4月17日）                                               |
| 2#25 | A                                                            | Aパート探偵                                                  | 金澤洪充 | 金澤洪充 | 山岸徹一 | 関谷夏美 谷圭司 藤坂真衣 古田誠 松本卓也 | 原作第18巻限定版 （2019年8月16日）                                               |
| 2#25 | B                                                            | ツッコミカルテット                                           | 金澤洪充 | 金澤洪充 | 山岸徹一 | 関谷夏美 谷圭司 藤坂真衣 古田誠 松本卓也 | 原作第18巻限定版 （2019年8月16日）                                               |
| 2#25 | C                                                            | 魚見ボイスでこれ言って                                       | 金澤洪充 | 金澤洪充 | 山岸徹一 | 関谷夏美 谷圭司 藤坂真衣 古田誠 松本卓也 | 原作第18巻限定版 （2019年8月16日）                                               |

### 放送局
| 放送地域 | 放送局             | 放送期間                | 放送日時                   | 放送系列                                 | 備考                             |
| 第1期    | 第1期              | 第1期                   | 第1期                      | 第1期                                    | 第1期                            |
| -------- | ------------------ | ----------------------- | -------------------------- | ---------------------------------------- | -------------------------------- |
| 神奈川県 | tvk                | 2010年7月4日 - 9月26日  | 日曜 0:30 - 1:00(土曜深夜) | 独立UHF局                                |                                  |
| 千葉県   | チバテレビ         | 2010年7月4日 - 9月26日  | 日曜 23:30 - 月曜 0:00     | 独立UHF局                                |                                  |
| 埼玉県   | テレ玉             | 2014年7月5日 - 9月27日  | 月曜 1:00 - 1:30(日曜深夜) | 独立UHF局                                |                                  |
| 兵庫県   | サンテレビ         | 2010年7月6日 - 9月28日  | 火曜 0:00 - 0:30(月曜深夜) | 独立UHF局                                |                                  |
| 京都府   | KBS京都            | 2010年7月6日 - 9月28日  | 火曜 1:00 - 1:30(月曜深夜) | 独立UHF局                                |                                  |
| 東京都   | TOKYO MX           | 2010年7月6日 - 9月28日  | 火曜 1:30 - 2:00(月曜深夜) | 独立UHF局                                |                                  |
| 愛知県   | テレビ愛知         | 2010年7月7日 - 9月29日  | 水曜 1:28 - 1:58(火曜深夜) | テレビ東京系列                           |                                  |
| 日本全域 | AT-X               | 2010年7月10日 - 10月6日 | 土曜 8:30 - 9:00           | CS放送                                   | リピート放送あり                 |
| 第2期    |                    |                         |                            |                                          |                                  |
| 日本全域 | AT-X               | 2014年1月4日 - 3月29日  | 土曜 20:30 - 21:00         | CS放送                                   | リピート放送あり                 |
| 東京都   | TOKYO MX           | 2014年1月5日 - 3月30日  | 日曜 1:30 - 2:00(日曜深夜) | 独立局                                   |                                  |
| 埼玉県   | テレ玉             | 2014年1月6日 - 3月31日  | 月曜 0:00 - 0:30(日曜深夜) | 独立局                                   |                                  |
| 千葉県   | チバテレビ         | 2014年1月6日 - 3月31日  | 月曜 0:00 - 0:30(日曜深夜) | 独立局                                   |                                  |
| 神奈川県 | tvk                | 2014年1月6日 - 3月31日  | 月曜 0:00 - 0:30(日曜深夜) | 独立局                                   |                                  |
| 兵庫県   | サンテレビ         | 2014年1月7日 - 4月1日   | 火曜 0:30 - 1:00(月曜深夜) | 独立局                                   |                                  |
| 愛知県   | テレビ愛知         | 2014年1月8日 - 4月2日   | 水曜 3:05 - 3:35(火曜深夜) | テレビ東京系列                           |                                  |
| 韓国全域 | ANIPLUS            | 2014年1月9日 - 4月3日   | 木曜 0:30 - 1:00(水曜深夜) | CS放送、IP放送 ケーブルテレビ ネット配信 | 韓国語字幕あり                   |
| 京都府   | KBS京都            | 2014年1月9日 - 4月3日   | 木曜 1:30 - 2:00(水曜深夜) | 独立局                                   |                                  |
| 日本全域 | BS11               | 2014年1月10日 - 4月4日  | 金曜 23:30 - 土曜 0:00     | BS放送                                   | 『ANIME+』枠 第1期は未放送       |
| 日本全域 | バンダイチャンネル | 2014年1月11日 - 4月5日  | 土曜 0:00 更新(金曜深夜)   | ネット配信                               | 見放題サービス利用者は全話見放題 |
| 日本全域 | dアニメストア      | 2014年1月13日 - 4月7日  | 月曜 12:00 更新            | ネット配信                               | 見放題サービス利用者は全話見放題 |
| 日本全域 | ニコニコ生放送     | 2014年1月13日 - 4月7日  | 月曜 22:30 - 23:00         | ネット配信                               |                                  |
| 日本全域 | ニコニコチャンネル | 2014年1月13日 - 4月7日  | 月曜 23:00 更新            | ネット配信                               |                                  |

### BD / DVD
テレビ放送では随所に自主規制音が被せられているが、BD/DVD版では自主規制音のON/OFF機能が付いている。なお、第2巻以降は自主規制音なしバージョンでも一部自主規制音が入っており、それについてはブックレット最終頁に【おことわり】として記載されている。
| 巻数 | 発売日         | 収録話          | 規格品番      | 規格品番  |
| 巻数 | 発売日         | 収録話          | BD            | DVD       |
| ---- | -------------- | --------------- | ------------- | --------- |
| 1    | 2010年8月4日   | 第1話 - 第2話   | KIXA-90048    | KIBA-1778 |
| 2    | 2010年8月25日  | 第3話 - 第4話   | KIXA-90049    | KIBA-1779 |
| 3    | 2010年9月8日   | 第5話 - 第6話   | KIXA-90050    | KIBA-1780 |
| 4    | 2010年9月22日  | 第7話 - 第8話   | KIXA-90051    | KIBA-1781 |
| 5    | 2010年10月6日  | 第9話 - 第10話  | KIXA-90052    | KIBA-1782 |
| 6    | 2010年10月27日 | 第11話 - 第13話 | KIXA-90053    | KIBA-1783 |
| BOX  | 2014年12月24日 | 全13話          | KIZX-177〜181 |           |

| 巻数           | 発売日        | 収録話          | 規格品番      | 規格品番  |
| 巻数           | 発売日        | 収録話          | BD            | DVD       |
| -------------- | ------------- | --------------- | ------------- | --------- |
| OVA            | 2012年4月25日 | 第16話          | KIXA-188      | KIBA-1956 |
| 帰ってきたOVA  | 2013年5月8日  | 第19話          | KIXA-291      | KIBA-2016 |
| 帰ってきたOVA2 | 2013年7月10日 | 第20話          | KIXA-330      | KIBA-2017 |
| BOX            | 2015年1月21日 | 第14話 - 第21話 | KIZX-182〜184 |           |

| 巻数 | 発売日        | 収録話          | 規格品番      | 規格品番  |
| 巻数 | 発売日        | 収録話          | BD            | DVD       |
| ---- | ------------- | --------------- | ------------- | --------- |
| 1    | 2014年2月19日 | 第1話 - 第2話   | KIXA-90396    | KIBA-2097 |
| 2    | 2014年3月12日 | 第3話 - 第4話   | KIXA-90397    | KIBA-2098 |
| 3    | 2014年4月9日  | 第5話 - 第6話   | KIXA-90398    | KIBA-2099 |
| 4    | 2014年5月14日 | 第7話 - 第8話   | KIXA-90399    | KIBA-2100 |
| 5    | 2014年6月4日  | 第9話 - 第10話  | KIXA-90400    | KIBA-2101 |
| 6    | 2014年7月9日  | 第11話 - 第13話 | KIXA-90401    | KIBA-2102 |
| BOX  | 2017年7月19日 | 全13話          | KIZX-290〜294 |           |

| 巻数 | 発売日         | 収録話 | 規格品番 | 規格品番  |
| 巻数 | 発売日         | 収録話 | BD       | DVD       |
| ---- | -------------- | ------ | -------- | --------- |
| OVA  | 2014年10月22日 | 第15話 | KIXA-467 | KIBA-2153 |

| 巻数 | 発売日        | 規格品番 | 規格品番 |
| 巻数 | 発売日        | BD       | DVD      |
| ---- | ------------- | -------- | -------- |
| 劇場 | 2019年3月20日 | KIXA-823 |          |

### Webラジオ
テレビアニメの放送に関連して、2010年7月14日から12月29日まで、アニメイトTVにてWebラジオ「アニメ『生徒会役員共』が全部わかるラジオ、略して全ラ！」が配信された。パーソナリティは固定されず、「桜才学園の生徒たち」として毎回異なる声優陣が担当した。
旬の声優陣がリラックスしたムードで繰り広げる絶妙に自主規制音で隠しながらのギリギリなトーク展開や、唐突に入る「時報」などの独特な演出が話題を呼び、アニメイトTVにて1週間で再生数3万回を記録した。
2010年12月の終了後も復活を望む声が絶えず、2011年10月5日から2012年5月30日まで、アニメイトTVで再配信が行われた。その後、2012年1月11日から5月30日まで、「アニメ『生徒会役員共』が全部わかるラジオMaxPower、略して全ラ!まっぱ!!」としてリニューアル復活した。
OAD発売&テレビアニメ第2期の決定を記念し、2013年10月18日にニコニコ生放送で公開放送された。
第2期の開始に合わせ、2014年1月10日から4月18日 まで「アニメ『生徒会役員共*』が全部わかるラジオ Super Positive Nippon 略して全ラ！すっぽんぽん!!」がアニメイトTVで配信された。
劇場版アニメに合わせ、2017年6月2日から8月18日まで「劇場版『生徒会役員共』が全部わかるラジオ Movie promotion danger sign略して全ラ!もろだし!! 」がアニメイトタイムズで配信された

#### コーナー
PTK（ピートーク）
普通のお便りを紹介する「ふつおた」。ただし、リスナーの妄想をかき立てるために所々に自主規制音が被せられる。
擬似ラブ
女性の胸部や臀部、口唇の感触を、食品などで再現したものを紹介し、パーソナリティが体験する。回によっては、利根が実際に作成したものを持参したこともある。
エロしりとり
普通のしりとりだが、エッチな雰囲気で言葉を言う。ただし男祭りのときは直接的な単語も用いられた。
あそこに響く言葉
普通の言葉だが、どことなくエッチな雰囲気を感じさせる言葉を紹介する。
大人の慣用句
アレンジを加えて下ネタ化した慣用句を紹介する。
えろかけ
下ネタを活かしたなぞかけを紹介する。
よこしマップ
日本国内のエッチな響きの地名を紹介する。
珍方言
意味は普通だが、響きがエッチな方言を紹介する。
やっ回文
上から読んでも下から読んでもエッチな文章を紹介する。
ビンカン図鑑
ちょっとエッチな響きの名前の動植物（虫や魚やキノコも含む）を紹介する。
全ラップ
韻を踏んだ3つの単語で文章を作り、ラップ調に紹介する。
基本的にはPTKのみで進行されるが、特殊な語呂合わせの時間になると、時報とともにミニコーナーとして「あそこに響く言葉」「大人の慣用句」「えろかけ」「よこしマップ」「珍方言」「やっ回文」「ビンカン図鑑」「全ラップ」が差し込まれる。

#### 配信リスト
アニメ『生徒会役員共』が全部わかるラジオ、略して全ラ！
| 回       | 配信日         | タイトル                                      | パーソナリティ                                                                                        |
| -------- | -------------- | --------------------------------------------- | --- |
| #1       | 2010年 7月14日 | 生徒会役員共 全員集合!!                       | 日笠陽子（天草シノ役） 佐藤聡美（七条アリア役） 矢作紗友里（萩村スズ役） 浅沼晋太郎（津田タカトシ役） |
| #2       | 7月21日        | 時にみんなはSかMか？                          | 日笠陽子 佐藤聡美 矢作紗友里                                                                          |
| #3       | 7月28日        | 見事なつるっつる具合だ…                       | 浅沼晋太郎 矢作紗友里 下田麻美（津田コトミ役）                                                        |
| #4       | 8月4日         | 思春期男子必聴!? “カップ”の測り方教えます!!   | 浅沼晋太郎 矢作紗友里 下田麻美（津田コトミ役）                                                        |
| #5       | 8月11日        | 私、ハァハァできないでしょ？                  | 浅沼晋太郎 田村睦心（出島サヤカ役）                                                                   |
| #6       | 8月18日        | いや、確かに「全ラ」だけど……服は着て来い      | 浅沼晋太郎 利根健太朗（3話に出てきた外国人役）                                                        |
| #7       | 8月25日        | ぜんぜん大きくならないわ                      | 日笠陽子 矢作紗友里 白石稔（柳本ケンジ役）                                                            |
| #8       | 9月1日         | 全ラ○…流行るかもしれん                        | 日笠陽子 矢作紗友里 白石稔（柳本ケンジ役）                                                            |
| #9       | 9月8日         | ジャマイカ                                    | 日笠陽子 浅沼晋太郎 田村睦心 利根健太朗（先生役）                                                     |
| #10      | 9月15日        | 副会長は知った! メイドのアブノーマルな…（笑） | 日笠陽子 浅沼晋太郎 田村睦心 利根健太朗（先生役）                                                     |
| #11      | 9月22日        | 自○もおぼえたほうがいい？                     | 佐藤聡美 矢作紗友里                                                                                   |
| #12      | 9月29日        | 一般的にはセクハラです                        | 佐藤聡美 矢作紗友里                                                                                   |
| #特別編1 | 10月6日        | 俺らなりの露出プレイ……だったのか？            | 日笠陽子 白石稔                                                                                       |
| #13      | 10月13日       | なるほど! じゃあ□リ■ンじゃないな俺!           | 浅沼晋太郎 新井里美（畑ランコ役）                                                                     |
| #14      | 10月20日       | 私もパンを揉みしだかなきゃ!                   | 浅沼晋太郎 新井里美（畑ランコ役）                                                                     |
| #15      | 10月27日       | ツッコミ不在なだけだ!                         | 新井里美 小林ゆう（横島ナルコ役）                                                                     |
| #16      | 11月2日        | いつまで続くのエ■しりとり!?                   | 新井里美 小林ゆう（横島ナルコ役）                                                                     |
| #17      | 11月10日       | とりあずお花畑行ってみようか（笑）            | 矢作紗友里 佐藤聡美                                                                                   |
| #18      | 11月17日       | いやらしー                                    | 矢作紗友里 佐藤聡美 日笠陽子                                                                          |
| #19      | 11月24日       | それは白石さんの●●の○○…（涙）                 | 浅沼晋太郎 白石稔                                                                                     |
| #20      | 12月1日        | …だから私（のアカウント）は6●でいい           | 浅沼晋太郎 白石稔                                                                                     |
| #21      | 12月8日        | 攻めで来られたら受けになるしかないだろー!     | 浅沼晋太郎 田村睦心                                                                                   |
| #22      | 12月15日       | 僕の妹がこんなに●●…(以下自主規制)             | 浅沼晋太郎 田村睦心                                                                                   |
| #23      | 12月22日       | ハンターさんからの●●●                         | 浅沼晋太郎 日笠陽子 佐藤聡美                                                                          |
| #24      | 12月29日       | 「全ラ！」一同乙!!                            | 浅沼晋太郎 日笠陽子 佐藤聡美                                                                          |
アニメ生徒会役員共が全部わかるラジオMaxPower、略して全ラ！まっぱ！！
| 回    | 配信日         | タイトル                                                                                   | パーソナリティ                                                               |
| ----- | -------------- | ------------------------------------------------------------------------------------------ | ---------------------------------------------------------------------------- |
| #MP1  | 2012年 1月11日 | 懐かしいなこの感じ?!                                                                       | 浅沼晋太郎（津田タカトシ役） 日笠陽子（天草シノ役） 矢作紗友里（萩村スズ役） |
| #MP2  | 1月18日        | ●●不安定なだけだ！                                                                         | 浅沼晋太郎（津田タカトシ役） 日笠陽子（天草シノ役） 矢作紗友里（萩村スズ役） |
| #MP3  | 1月25日        | キスはグレープフルーツの味だよ                                                             | 浅沼晋太郎 矢作紗友里 新井里美（畑ランコ役）                                 |
| #MP4  | 2月1日         | あ?! それは副会長のボクサーパンツ！                                                        | 浅沼晋太郎 矢作紗友里 新井里美（畑ランコ役）                                 |
| #MP5  | 2月8日         | メガネをかけて漢祭り                                                                       | 浅沼晋太郎 白石稔（柳本ケンジ役） 利根健太朗（外国人役 等）                  |
| #MP6  | 2月15日        | 役者としてスゴく面白い才能を持っているのにトレジャーハンターさんは女性に対して本当に……(笑) | 浅沼晋太郎 白石稔（柳本ケンジ役） 利根健太朗（外国人役 等）                  |
| #MP7  | 2月22日        | ならば君の●●を突かせてもらおう                                                             | 佐藤聡美（七条アリア役） 下田麻美（津田コトミ役）                            |
| #MP8  | 2月29日        | ●●ボタンの正体                                                                             | 佐藤聡美（七条アリア役） 下田麻美（津田コトミ役）                            |
| #MP9  | 3月7日         | あたしは“不”じゃねぇー！ “普”だよ!!                                                        | 矢作紗友里 田村睦心（出島サヤカ役）                                          |
| #MP10 | 3月14日        | あたしにそんなキャラ設定はないよ……一応ね(笑)                                               | 矢作紗友里 田村睦心（出島サヤカ役）                                          |
| #MP11 | 3月21日        | 家元（？）の見事な工■しりとり……                                                            | 新井里美 田村睦心                                                            |
| #MP12 | 3月28日        | すきがねー                                                                                 | 新井里美 田村睦心                                                            |
| #MP13 | 4月4日         | ふんどしが流行るかもしれん                                                                 | 浅沼晋太郎 新井里美                                                          |
| #MP14 | 4月11日        | 台湾                                                                                       | 浅沼晋太郎 新井里美                                                          |
| #MP15 | 4月18日        | 朝は全ラが相場だよ                                                                         | 白石稔 新井里美                                                              |
| #MP16 | 4月25日        | 「俺は………じゃないからね!!」                                                                | 浅沼晋太郎 矢作紗友里 白石稔                                                 |
| #MP17 | 5月9日         | ●ん●見せた方がいい？                                                                       | 浅沼晋太郎 矢作紗友里 白石稔                                                 |
| #MP18 | 5月16日        | 「濡れ●●●が気持ちいい」                                                                    | 浅沼晋太郎 田村睦心 利根健太朗                                               |
| #MP19 | 5月23日        | ある？ない？ オ●●●交流戦!                                                                  | 矢作紗友里 佐藤聡美                                                          |
| #MP20 | 5月30日        | みんな揃った生徒会役員共                                                                   | 浅沼晋太郎 日笠陽子 佐藤聡美 矢作紗友里                                      |
アニメ『生徒会役員共*』が全部わかるラジオ Super Positive Nippon 略して全ラ！すっぽんぽん！！
| 回     | 配信日         | タイトル                       | パーソナリティ                                        |
| ------ | -------------- | ------------------------------ | ----------------------------------------------------- |
| #SPN1  | 2014年 1月10日 | また全ラの名の下で…            | 浅沼晋太郎（津田タカトシ役） 田村睦心（出島サヤカ役） |
| #SPN2  | 1月17日        | 某先輩に師事することにしました | 浅沼晋太郎（津田タカトシ役） 田村睦心（出島サヤカ役） |
| #SPN3  | 1月24日        | ●を●●なら“あの”ティッシュ      | 白石稔（柳本ケンジ役） 椎名へきる（轟ネネ役）         |
| #SPN4  | 1月31日        | 男の●●ギンギラギン             | 白石稔（柳本ケンジ役） 椎名へきる（轟ネネ役）         |
| #SPN5  | 2月7日         | 先輩がお.こ.お.こ              | 矢作紗友里（萩村スズ役） 利根健太朗（機長役ほか...）  |
| #SPN6  | 2月14日        | サユリのちょこれーと!?         | 矢作紗友里（萩村スズ役） 利根健太朗（機長役ほか...）  |
| #SPN7  | 2月21日        | エ■しりとりやってやったぜ      | 新井里美（畑ランコ役） 小林ゆう（横島ナルコ役）       |
| #SPN8  | 2月28日        | 水の音 ゴムの音                | 新井里美（畑ランコ役） 小林ゆう（横島ナルコ役）       |
| #SPN9  | 3月19日        | OTONAはキノコ                  | 新井里美 白石稔                                       |
| #SPN10 | 3月28日        | トリニクが気持ちイイ           | 新井里美 白石稔                                       |
| #SPN11 | 4月4日         | ア●●の破●●！                   | 斎藤千和（魚見役） 白石稔                             |
| #SPN12 | 4月18日        | 着衣式を開会致します……。       | 浅沼晋太郎 日笠陽子（天草シノ役） 矢作紗友里          |
劇場版『生徒会役員共』が全部わかるラジオ Movie promotion danger sign略して全ラ!もろだし!!
| 回  | 配信日        | タイトル                                       | パーソナリティ |
| --- | ------------- | ---------------------------------------------- | --- |
| #1  | 2017年 6月2日 | 公開録音夜の部 2949編（前編）                  | 下田麻美（津田コトミ役） 田村睦心（出島サヤカ役） 新井里美（畑ランコ役） 白石稔（柳本ケンジ役） 利根健太朗（ゴキブリ役） |
| #2  | 6月9日        | 公開録音夜の部 2949編（後編）                  | 下田麻美（津田コトミ役） 田村睦心（出島サヤカ役） 新井里美（畑ランコ役） 白石稔（柳本ケンジ役） 利根健太朗（ゴキブリ役） |
| #3  | 6月16日       | 金で買えないモノなんてないんだよ!!             | 日笠陽子（天草シノ役） 矢作紗友里（萩村スズ役） 浅沼晋太郎（津田タカトシ役）                                             |
| #4  | 6月23日       | みんな結局エロが好き                           | 日笠陽子（天草シノ役） 矢作紗友里（萩村スズ役） 浅沼晋太郎（津田タカトシ役）                                             |
| #5  | 6月30日       | 全ラ出演は家族に言ってません                   | 新井里美 利根健太朗 |
| #6  | 7月7日        | 全ラは家族愛にあふれたいい番組です             | 新井里美 利根健太朗 |
| #7  | 7月14日       | 全ラはみんなの夢を応援しています               | 日笠陽子 下田麻美 |
| #8  | 7月21日       | PG12が見事つきました!!!!                       | 日笠陽子 下田麻美 |
| #9  | 7月28日       | 青〇で××チしてた、そんな時代がありました・・・ | 佐藤聡美（七条アリア役） 矢作紗友里                                                                                      |
| #10 | 8月4日        | ア〇〇のサービスについて思うこと               | 佐藤聡美（七条アリア役） 矢作紗友里                                                                                      |
| #11 | 8月11日       | 僕のなつやすみ2017                             | 浅沼晋太郎 矢作紗友里 田村睦心                                                                                           |
| #12 | 8月18日       | またいつか、もろだし！で会いましょう！         | 浅沼晋太郎 矢作紗友里 田村睦心                                                                                           |

#### DJCD
- アニメ生徒会役員共が全部わかるラジオ、略して全ラ！の全て その壱（2010年12月22日発売）
- アニメ生徒会役員共が全部わかるラジオ、略して全ラ！の全て その弐（2011年1月26日発売）
- アニメ生徒会役員共が全部わかるラジオMaxPower、略して全ラ！まっぱ!! DJCD Vol.1（2012年4月25日発売）
- アニメ生徒会役員共が全部わかるラジオMaxPower、略して全ラ！まっぱ!! DJCD Vol.2（2012年5月23日発売）
- アニメ生徒会役員共が全部わかるラジオMaxPower、略して全ラ！まっぱ!! DJCD Vol.3（2012年10月24日発売）
- アニメ生徒会役員共*が全部わかるラジオSuper Positive Nippon、略して全ラ！ すっぽんぽん!! DJCD Vol.1（2014年5月28日発売）
- アニメ生徒会役員共*が全部わかるラジオSuper Positive Nippon、略して全ラ！ すっぽんぽん!! DJCD Vol.2（2014年6月25日発売）